# Széchenyi lánchíd
A Széchenyi lánchíd (a köznyelvben gyakran csak Lánchíd) a Buda és Pest közötti állandó összeköttetést biztosító legrégibb, legismertebb híd a Dunán, a magyar főváros egyik jelképe, egyben az első állandó híd a teljes magyarországi Duna-szakaszon. Építését gróf Széchenyi István kezdeményezte, és finanszírozását báró Sina György szervezte, a legnagyobb adományt is ő adta a klasszicista stílusban tervezett híd megépítésére. Sina György a nagy befektetésre tekintettel 87 évre kapott hídvámszedési jogot, ami azonban csak 20 évig tartott, mert az 1867-es kiegyezés után a magyar kormány az 1870. évi XXX. törvénycikk alapján megváltotta a hidat Sina fiától és örökösétől, Sina Simontól. A munkálatok 1839-ben kezdődtek, a kész hidat 1849. november 20-án avatta fel Ferenc József . Tervezője az angol William Tierney Clark, a kivitelezés irányítója a skót származású Adam Clark volt. Utóbbiról nevezték el az Alagút és a Lánchíd közötti teret (Clark Ádám tér). A hídfők kőoroszlánjait Marschalkó János lőcsei szobrászművész készítette. A híd megépítésének teljes költsége (előmunkálatok, a budai oldalon lévő kincstári épületek megváltása, Pestnek és Budának kifizetett kárpótlás) 6,575 millió aranyforintot tett ki, ebből maga a híd 4,4 millióba, az összköltség kétharmadába került.
A II. világháború végén a visszavonuló német hadsereg felrobbantotta maga mögött. Az újjáépített, némileg kiszélesített hidat első felavatásának 100. évfordulóján nyitották ismét meg. A pilonok boltívein lévő régi Kádár-címereket a koronás államcímerre 1996-ban cserélték vissza. A budai hídfő jobboldali oroszlánjának talapzatára a Széchényi család címere került, rajta a család latin jelmondatával „(Si) Deus pro nobis, quis contra nos” (Ha Isten velünk, ki ellenünk?). A hidat a nyári hónapok hétvégéin és bizonyos ünnepi alkalmakkor lezárják a járműforgalom elől, átadva a gyalogosoknak. A 2020-as évekre elodázhatatlanná vált felújítása, amire végül 2021–2023 között került sor.

## Története

### Előzmények: a „vashíd” és a Hídegylet
Bár a Lánchíd egyértelműen Széchenyi István személyéhez kötődik, valójában nem ő foglalkozott először egy dunai „vashíd” ötletével. Baricz György hadmérnök a Magyar Kurír 1823. május 6-i számában már írt az akkor a modernebb építőiparban viszonylag frissen alkalmazható anyag, a vas szerepéről, mint amiből akár hidat is lehetne építeni „Vélekedés, mi módon lehetne Buda és Pest között a Dunán állandó hidat épitni” címmel.
Miután az addig hosszabb távolságra alkalmas hidak, mint a kisebb ívek sorából álló kőhíd vagy a fahíd a dunai jégzajlás miatt nem jöhettek számításba, Baricz egy láncokra függesztett hidat javasolt, miután ő már ismerte a külföldön akkor már létező, kisebb lánchidakat. Ahogy írta: „A’ Dunán egy illyen hídhoz legfeljebb három szabad oszlop kívántatik, de lehetne kettővel, sőt egyet is építni. Az első esetben, ha az oszlopokat négy ölnyi vastagoknak veszszük, négy nyílás lesz, mindenik 542 lábnyi, a’ másodikban, három nyílás, mindenik 464 lábnyi, a’ harmadikban, az egy oszlopot a’ Duna’ közepén hat ölnyi vastagnak tévén, két nyílás, mindenik 702 lábnyi. A’ költség egy millió ezüst forintra se menne.” Széchenyi csak majd egy évtizeddel később döntött a lánchíd, mint hídfajta mellett. Baricz javaslata idején azonban a technológia még külföldön sem tette lehetővé olyan fesztávú lánchíd építését, mint amilyenre a Dunán szükség lett volna, a felvetés emiatt is csak általánosságban foglalkozott egy ilyen híddal, bármilyen konkrétum, például helyszín megnevezése nélkül. Feltehetően Baricz volt a szerzője a következő években több külföldi függőhidat is bemutató névtelen újságcikknek is.

Ugyanezekben az időkben, 1820 telén Széchenyi Istvánnak édesapja nagyon beteg lett és ezért Bécsbe kellett utaznia, azonban a jégzajlás megakadályozta átkelését a Dunán, ekkor írta naplójába 1821. január 4-én, hogy: 
„Ma azt mondtam Brudernnak, hogy egyévi jövedelmemet fordítom rá, ha Buda és Pest közt híd épül, s hogy ezért, jóllehet Pesten lakni alkalmasint sohasem fogok, egyetlen krajcár kamatot vagy akár visszafizetést sem fogok követelni. Az a gondolat, hogy hazámnak fontos szolgálatot tettem, majd bőségesen kárpótol."
A 19. században egy Buda és Pest közötti állandó Duna-híd létesítésének gondolata már nemcsak a városfejlesztéssel foglalkozó szakemberekben, hanem a polgárokban is felmerült, azonban a híd építésének ellenzői is akadtak. Egyrészt a magyar mérnökök a nagyfolyami hidak építésében nem rendelkeztek kellő tapasztalattal, másrészt a híd megépítését ellenzők tábora a vízáramlás következtében az alapok kimosódásától, esetlegesen a híd összeomlástól vagy leszakadásától, jégfeltorlódástól, utóbbi következtében pedig árvíztől tartott. Köztudott volt, hogy az ókori és középkori soknyílású, boltozott hidak közül, amelyek kevésbé széles és kisebb vízhozamú folyókat hidaltak át, többet is elsodort a víz. Az 1775-ös pesti árvíz is élénken élt a lakosság emlékezetében, és pont a híddal kapcsolatos viták közben pusztított az 1838-as pesti árvíz is. Harmadrészt a hídon mindenkinek – a nemeseknek is – vámot kellett volna fizetnie, a híd tehát a nemesi előjogok csorbítását, a közteherviselés elvének a bevezetését is jelentette.

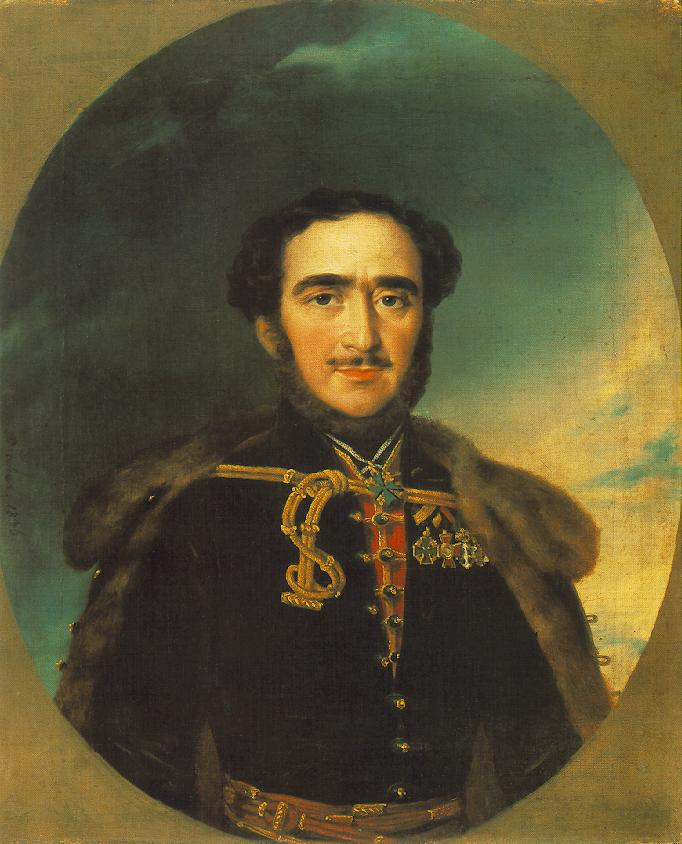
Széchenyi István, a Lánchíd építésének kezdeményezője (Barabás Miklós festménye)

A hídépítés előkészítése, a felmerülő műszaki és gazdasági problémák megoldása gróf Széchenyi István munkájának eredménye. Miután Széchenyi a Buda és Pest közötti állandó híd létesítésének jelentőségéről megbizonyosodott, megvalósítását elhatározta, első teendője volt a Hídegylet megalapítása, 1832. február 10-én. Annak feladata lett mind gazdasági, mind politikai téren a vállalkozás problémamentes véghezvitelének biztosítása, valamint a közvélekedés megnyerése céljából a megfelelő propaganda előkészítése. Széchenyi elsőként a tehetősebb pest-budai polgárok segítségére számíthatott, így a Hídegylet tagjainak túlnyomó része a legtöbb adót fizető polgárok közül került ki. A Lánchíd létrejöttében jelentős szerepe volt Pest egyik leggazdagabb emberének, a török hódítások után Magyarországra települt görög kereskedőcsalád leszármazottjának, Derra Anasztáznak, és vejének, Sina György bécsi bankárnak, a később létrejött Lánchíd Részvénytársaság megalapítójának. Az egylet elnöki tisztségét báró Steinlein Eduárd töltötte be, aki a bajor király követe volt, az alelnöki posztot Széchenyi töltötte be. Steinlein az 1827. évi XXXIX. törvénycikk értelmében bajor származása miatt törvényileg kapott nemességet:
„Báró Steinlein Eduárd honfiuvá vétetik föl. A felséges császárnak és apostoli királynak a fenséges császárnéval, született bajor királyi herczegnővel kötött szerencsés házassága és az utóbbinak Magyarország királynéjává lett koronáztatása boldog emlékezetét meg akarván örökíteni a karok és rendek: báró Steinlein Eduárdot, Bajorország felséges királyának a császári királyi udvarnál levő követét, és az ő törvényes utódait, tekintettel jeles tulajdonaira is, az ország honfiává, önszántukból és a díj elengedésével fölvették. Semmit sem kételkedvén, hogy az általa letett eskü erejénél fogva a hazának hálás és az ország érdekei előmozdításában buzgó és hasznos polgárául fogja magát bizonyítani.”
„A Casinóba hívott vendégek: Andrássy György, Károlyi György, Lajos és István, Keglevich Gábor, Steinlein Eduárd grófok, báró Mednyánszky, Wesselényi és a többiek lelkesen fogadták a merész tervet – állandó hidat kell építeni Pest és Buda között, hogy „az ország kettészakított szívét véglegesen egybe lehessen forrasztani”. Amikor másnap a nádorhoz is elmentek, az ősz palatínus hathatós támogatását ígérte e nagy szándék kiviteléhez. S hiába gúnyolódott Metternich – a bécsi és pesti előkelő társaság milyen szívesen kuncogott a herceg szellemeskedésén: „Széchenyi gróf azt képzeli magáról, hogy ő fedezte fel a Dunát…” – kezdett alakulni a Duna-szabályozás korszakos munkája is. Igaz, Beszédes mérnök tervei valóban nem látszottak eléggé reálisaknak, de az új tanácsadó, Vásárhelyi Pál mérnök igen talpraesett és józan ember. Ahogy az első gőzhajók megindultak a Dunán, mozgásba lendült minden, az emberek lelkesedtek, a híd eszméje is hódított, rózsás ködben látszott lebegni minden, a nagy folyam, a haza, a jövő…”
A Hídegylet tagjai három alosztályban – politikai, műszaki, pénzügyi – tevékenykedtek, és a beruházás megvalósításának végezetéig ellátták a feladatkörüket. Avégett, hogy ők kellő tájékoztatásban részesüljenek, valamint hogy maga Széchenyi is bővíthesse saját ismereteit, barátjával, Andrássy Györggyel tanulmányútra indult Angliába, ahol számos neves hídépítő mérnök munkásságát megismerhette, valamint a William Tierney Clark által tervezett és épített hidakat is megtekinthette. Felkereste korának legnevesebb hídtervezőjét, Thomas Telfordot is. A jégtorlódás, árvizek és kimosódás kevés pillérrel való elkerülése érdekében Telford javasolta Széchenyinek a feladatra a lánchíd típust, és példaként ajánlotta neki a 176 méteres középső nyílású, 1826-ban átadott Menai-szoros hídját. Itt jutott a gróf arra az elhatározásra, hogy a létesítendő híd műszaki megoldását tekintve lánchíd legyen, amikor pedig az első Duna-híd tervezőjének és kivitelezőjének személyéről döntött, William Tierney Clark angol mérnökre esett a választása. Ezekután már a kivitelezésre irányult Széchenyi tevékenysége.

### A Lánchíd Részvénytársaság
Az 1836. évi XXVI. törvénycikk rendelte el a híd megépítését. Ennek alapján a törvényhozás 30 tagú Országos Küldöttséget választott az építkezés ügyeinek intézésére, melynek elnöke József nádor, egyik tagja pedig Széchenyi lett. Széchenyi 1837 januárjában nyilvános felhívást tett közé, amelyben felszólította a vagyonos embereket, hogy vállalják el a költségek viselését, illetve minden hozzáértő szakembert, hogy ötleteikkel, tapasztalataikkal segítsék elő a jelentős építmény megvalósítását. Ennek számottevő eredménye nem lett. Ezután Széchenyi az Országos Küldöttség nevében is felkérte Sina Györgyöt, hogy vállalja el az építkezés pénzügyeinek intézését, aki némi habozás után, 1837. február 25-én kelt levelében a megbízást elfogadta, és hamarosan megalapította a Lánchíd Részvénytársaságot, melynek elnöke lett. 

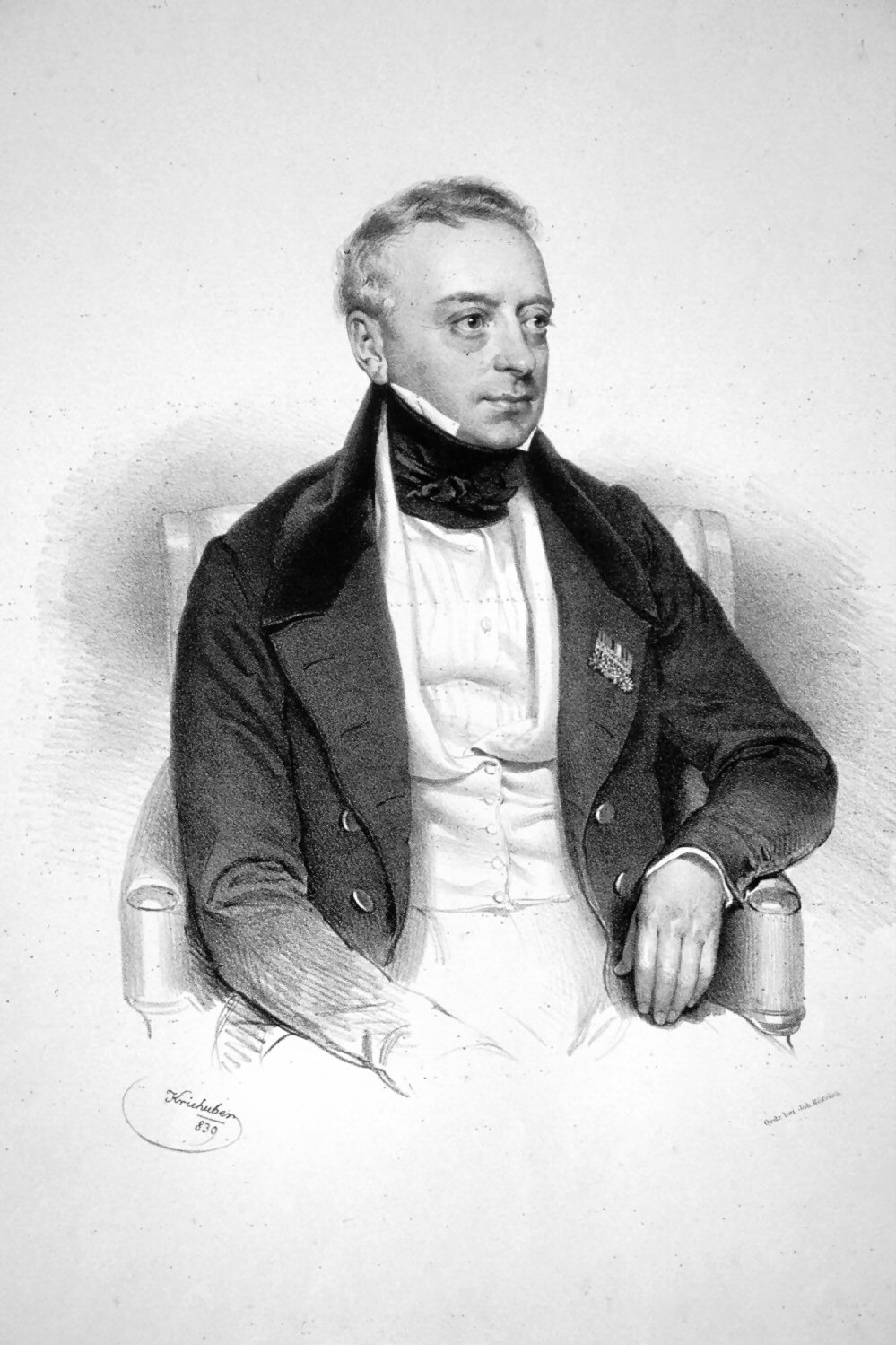
A bécsi Salomon Rothschild és mások az 1839-től kiadott részvények egyharmadát vették meg

A bécsi Salomon Rothschild és a pesti Wodianer Sámuel és Fia bankház később szintén társult, s ők együttesen az 1839-től kiadott részvények egyharmadát vették meg, míg Széchenyi a 3%-át; a többi kiadást Sina maga fizette. A híd 13-szor annyiba került, mint amennyibe az ezzel egy időben épült Nemzeti Múzeum.
A híres angol építőmérnök és hídtervező, William Tierney Clark, akit Sina Pestre hívott, három különböző lánchídtervet mutatott be. Az első a Nákó-ház (ma a Gresham-palota áll a helyén) vonalában, a második a Belvárosi plébániatemplom vonalában építendő háromnyílású függőhíd (kb.: a mai Erzsébet híd helyén), a harmadik pedig az angolkisasszonyok zárdájának vonalában (Irányi utca 47.) építendő gyalogos híd volt.
Wodianer meghívására Clarkkal egy időben Pestre érkezett George Rennie angol mérnök, neves hídépítő is, aki négy javaslattal állt elő: háromnyílású függőhíd, kétnyílású lánchíd (egyetlen pillérrel a Duna közepén), ötnyílású öntöttvas híd, illetve hétnyílású boltozott kőhíd létesítése.
A megbízók egyike sem vállalt felelősséget a megfelelő tervváltozat kiválasztására, ezért Sina, Clark beleegyezésével, két angol mérnököt kért fel szakértőnek. John Plews és Samuel Slater részletes helyszíni tanulmányaik alapján terjesztették elő szakvéleményüket, amely három pontból állt: a) minél kevesebb mederpillér legyen; b) az alapozás legyen kifogástalan; c) a híd ne a folyó legkeskenyebb részén épüljön. A véleményük amiatt is figyelemreméltó volt, hogy a lánchidas megoldásokat pártfogolták, holott a két mérnököt a hagyományos, boltozott hidak és az alapozások szakértőiként ismerték. A megbízók így elvetették a boltozott megoldásokat és azon változatokat is, amelyek a hidat a Gellért-hegy környékére tervezték. A reális változat így a háromnyílású lánchíd maradt, a kétnyílású középpilléres változatot maga a tervezője, Rennie is csak másodsorban javasolta, a rezgések bekövetkeztének nagyobb veszélye miatt.
Az Országos Küldöttség elé Széchenyi javaslatára a Nákó-ház vonalában építendő háromnyílású lánchíd terve került, az 1838. szeptember 18-án tartott ülésen Clark tervváltozatát elfogadták. Írásba foglalták a szerződést, amely felhatalmazta a Sina által alapított Lánchíd Részvénytársaságot a híd megépítésére. Eszerint a hidat Willam Tierney Clark terve alapján, háromnyílású lánchídként a Nákó-ház vonalában kell felépíteni, és annak pilléreit kőfalazattal kell kiképezni.

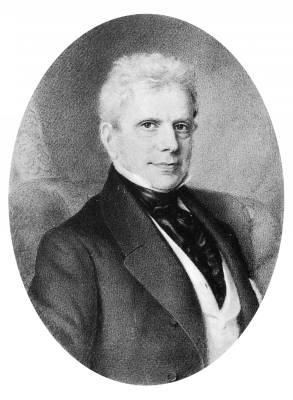
Sina György bécsi bankár a Lánchíd Részvénytársaság alapítója

A hídépítés ellenzői a törvényjavaslat tárgyalása során még utoljára megpróbálkoztak a terv meghiúsításával: érvük az volt, hogy felesleges ezt a munkát angol szakemberekkel végeztetni. Főleg a Hoffmann testvérek és Maderspach Károly vashámor-tulajdonosok ajánlatára, valamint a vállalatuknak a hídépítés terén elért újításaira hivatkoztak. Maderspachék valóban építettek vashidakat, úttörő jellegű szerkezetük a vonórudas ívhíd technológia volt, melynek segítségével 56 méteres nyílást is sikeresen áthidaltak. A Pestet és Budát összekötő hídra vonatkozó ajánlatukban a legnagyobb nyílás 114 méter lett volna a Clark által tervezett 202 méteres helyett.
Széchenyi a lényeget abban látta, hogy tapasztalt szakember irányítsa a munkálatokat. Tisztában volt a híd ügyét fenyegető veszéllyel, és el akarta kerülni a bukást. Tartott attól, hogy Maderspachék nem lesznek képesek megbirkózni a feladattal, ugyanis tapasztalataik meglehetősen hiányosak voltak az alapozások terén. Tekintve a munka során előfordult azzal kapcsolatos nehézséget, valószínű, hogy nem tudták volna megfelelően elvégezni a feladatot. Végül Széchenyi sikeresen rávette a törvényhozók többségét, hogy a szerződést jóváhagyják, amit az 1839. május 14-i szentesítést követően törvénybe iktattak, mint 1840. évi XXXIX. törvénycikket.
A magyar nemzet nevében József nádor, a Lánchíd Részvénytársaság részéről pedig Sina György által aláírt szerződés kimondja, hogy a részvénytársaságnak saját költségén kell két mederpillérű lánchidat építenie. Fontos pont, hogy amíg a szerződés érvényben van – 87 éven keresztül – a hídtól egy-egy mérföld távolságon belül más híd nem építhető, valamint hogy a hídon átkelőknek vámot kell majd fizetniük. A híd közelében csak a részvénytársaság beleegyezésével létesíthető bármely másfajta átkelőhely vagy kompjárat. A hídon beszedett vámból származó jövedelem a részvénytársaságot illette, amely a fenntartási költségeket is állta. A szerződés a híddal kapcsolatos tulajdonjogi, pénzügyi és egyéb kérdéseket is rendezte.

### A híd építése (1840-1850)
A híd építésének gazdasági és politikai kérdéseit a szerződés létrehozásával és jóváhagyásával sikerült rendezni, ezután kezdetét vette az építés megszervezése és elindítása. Sina felszólította W. T. Clarkot, a híd tervezőjét, hogy tegye meg a megfelelő intézkedéseket az építkezés megkezdésére. Mivel a tervező nem tudott mindig a helyszínen lenni, így korábbi munkatársát, a kellő gyakorlattal rendelkező angol mérnököt, Youngot jelölte ki helyettesének, amihez Széchenyi is hozzájárult. Young azonban – betegsége miatt – nem tudta elvállalni a megbízatást. Ekkor jött számításba Clark Ádám mint építésvezető. Széchenyi és W. T. Clark is ismerte a fiatal, pályafutása elején álló skót mérnököt, akit a Hunter & English cég küldött 1834-ben a Dunagőzhajózási Társasághoz, kotróhajó tervezésének és kivitelezésének lebonyolítására.
|  |  |  |
|  |  |  |

Mivel munkájával már korábban is bizonyított, remélhető volt, hogy eleget tud tenni a megbízásnak. W. T. Clark így Clark Ádámot alkalmazta a munkálatok állandó helyszíni irányítására. 1840 tavaszán szervezték meg a híd alapozásához szükséges anyagok szállítását. A tölgyfát a szlavóniai erdőkből, a vörösfenyőt Stájerországból, a téglát Steinberger és Lechner pesti, illetve Csekő és Christen óbudai téglaüzemből hozatták. A cementet a budai parton létesített égető- és őrlőüzemben állították elő, a szükséges márgát a bácskai Belcsényből rendelték.
Az alaptesteket jászolgát építésének segítségével sikerült lefektetni. A pillérek és a hídfők előre kijelölt helyét hármas cölöpsorral vették körül – a cölöpsorok egymástól való távolsága 1,5 méter volt –, ezek közül a kavicsot kikotorták, és a réseket vízzáró agyaggal töltötték ki. Az így létrehozott létesítményből kiszivattyúzták a vizet, és leástak a talaj teherbíró részéig. Ez a művelet több ezer cölöp leverését igényelte, jó részük ma is a Duna fenekén áll. A cölöpök egyenként 15×15 hüvelyk (38×38 centiméter) keresztmetszetűek, 20-24 méter hosszúságúak voltak és fenyőfából készültek. Ezek végére vasrudakat erősítettek, majd 1,7 tonnás verőkossal, 6,7 méteres ejtési magassággal ütötték helyükre őket. Leverésük darabonként körülbelül 400 ütést igényelt. A cölöpfalakat két méterenként gerendarostély-dúcolás és függőleges andráskeresztes merevítés egészítette ki. A víz sodrása ellen kőszórás, az uszadék által okozott rongálások ellen jégtörők biztosították az építmény védelmét.
1840. július 28-án verték le az első cölöpöt a budai mederpillérnél. A cölöpök leverése két évig tartott, egyszerre akár nyolcszázan is részt vettek a munkálatokban. Angliai szakmunkások (gépkezelők, vasszerelők, előmunkások – mintegy 60 család) is költöztek Magyarországra, a túlnyomórészt helybéli munkások irányítására. A külföldi munkások hetibére 24-25 Ft volt, míg a magyarok ennek a felét kapták.

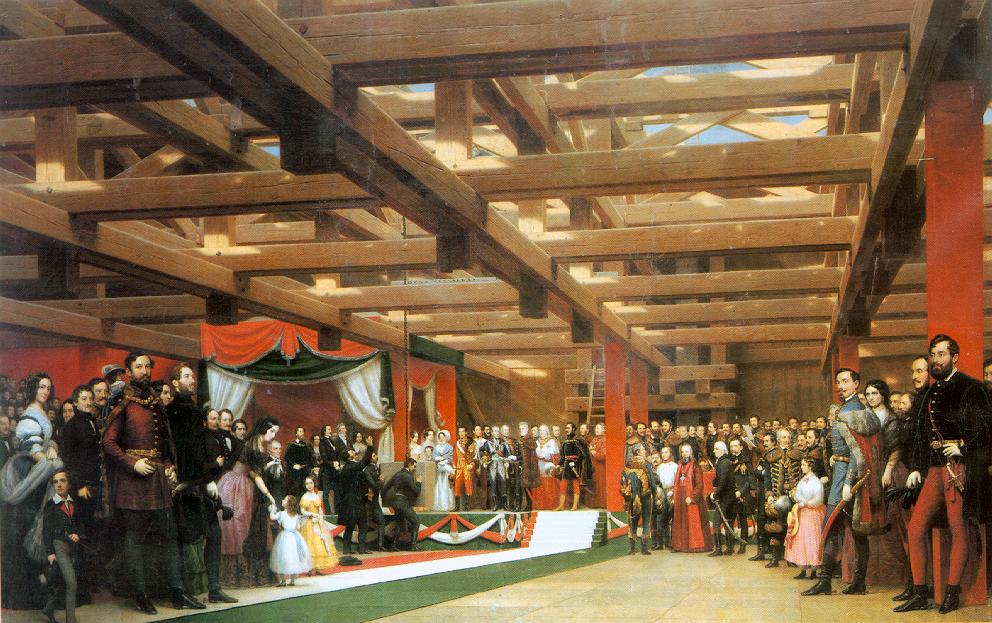
Barabás Miklós: A Lánchíd alapkőletétele (1864)

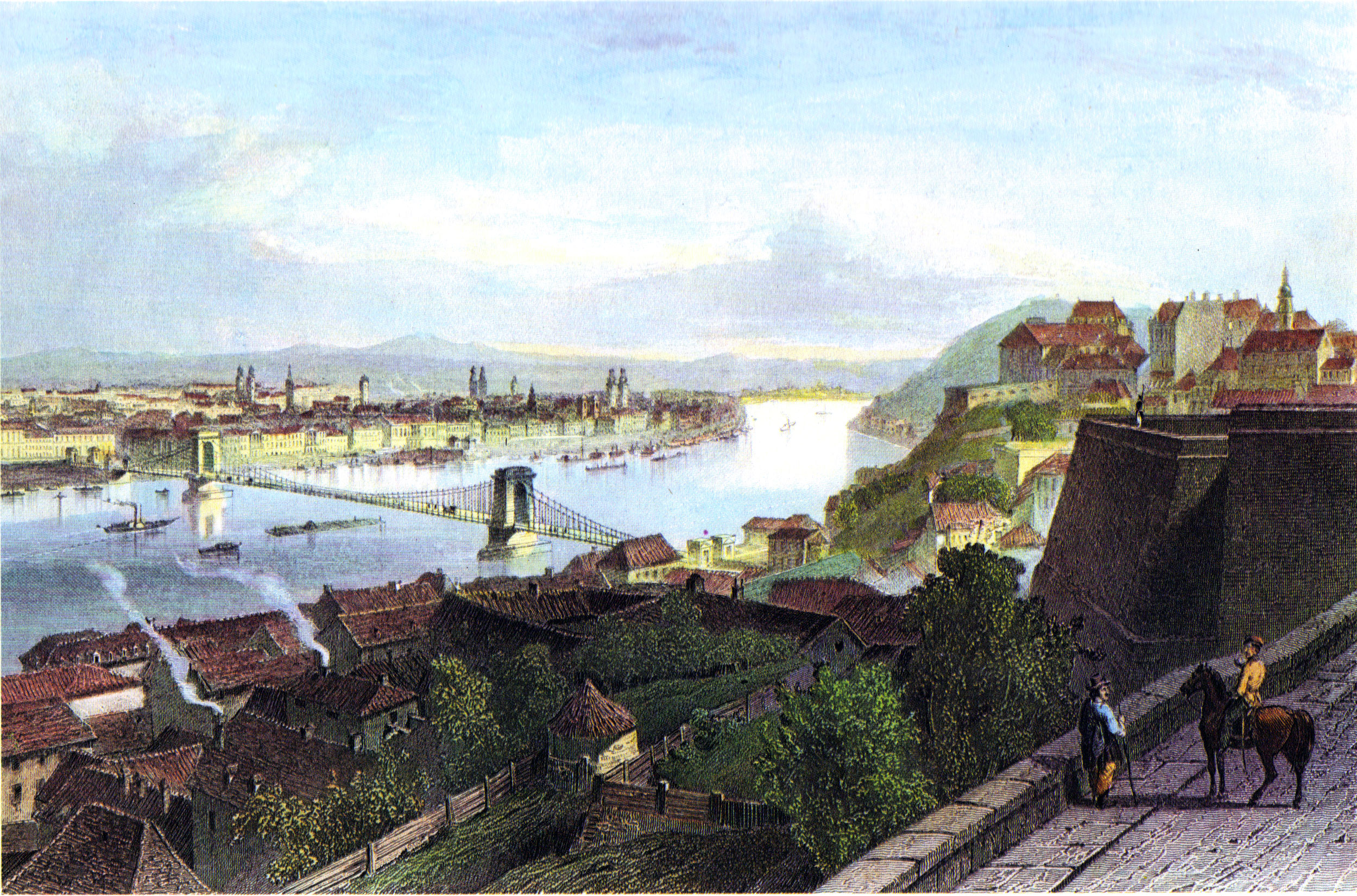
Adolphe Rouargue: A Lánchíd 1850 körül

Elsőnek a pesti hídfő alapgödre készült el, ahol 1842. augusztus 24-én megtartották a Lánchíd alapkőletételi ünnepségét, több száz meghívott, többek közt a nádor részvételével.
A híd pillérei a Duna medrében, teherbíró talajon állnak, az alapsík a hídfőknél 5,1 m-re, a budai pillérnél 12,6 m-re, a pestinél 7,3 m-re a nulla vízszint alatt. A mederpillérek magasabbak mint 55 m, illetve 60 m. A pillérek felmenő falazatai mauthauseni faragott gránitkővel burkoltak, amiből a pillérek jégtörő élei és a szerkezeti talpkövek is készültek, utóbbiak a merevítőtartók és a láncnyergek saruit hordozzák. A kapuzatok az azokat övező és koronázó párkányokkal a klasszicista építészet jegyeit mutatják, az acélszerkezet architektúrájával kiváló összhangban vannak.
A láncok a kapuzatok tetején lévő sarukra támaszkodnak, majd a hídfőknél kialakított, föld alatti lehorgonyzó betonkamrákban végződnek. A láncok lemezkötegekből állnak; az egyes lánctagok hosszát a függesztőrudaknak az egész hídon egységes, egymás közötti távolsága határozza meg. A függesztőrudak felváltva csatlakoznak az egymás felett elhelyezett lánckötegeknek egyik majd másik egységébe.

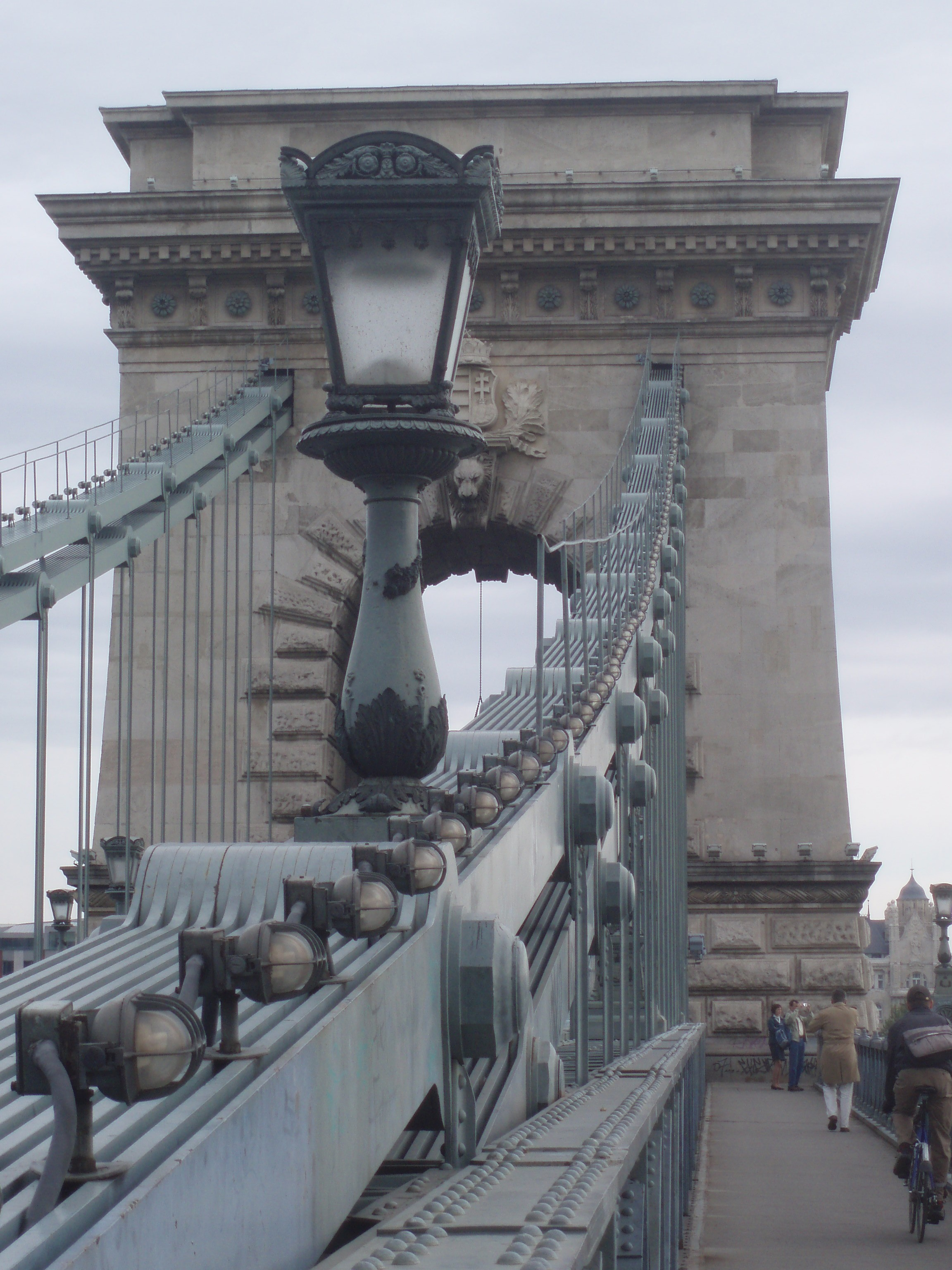
A budai oldalon álló pilon

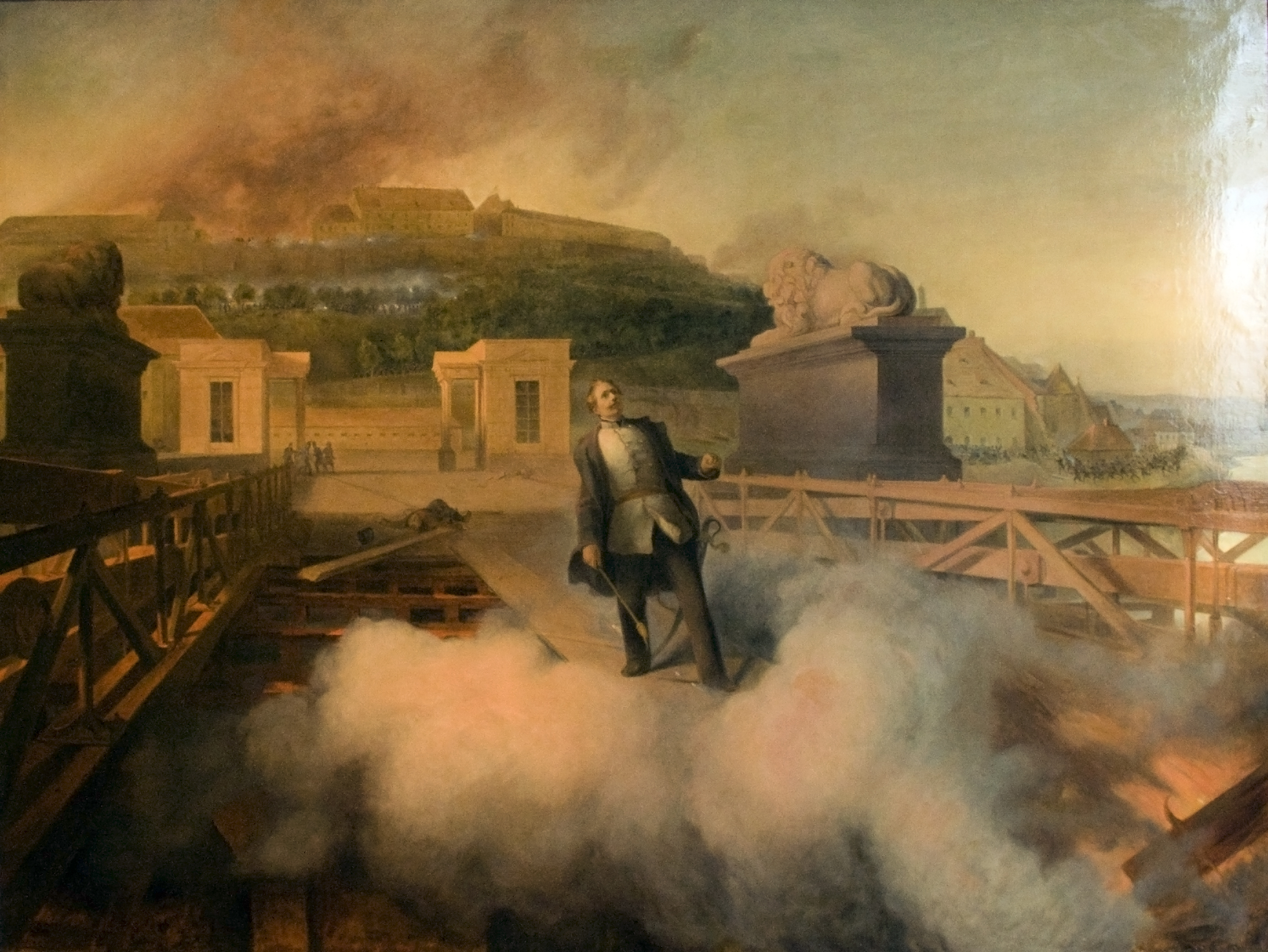
Kísérlet a Lánchíd felrobbantására 1849. május 21-én

Az öntvényeket és a láncok vasanyagát Clarkék angliai vashámorokból rendelték. A Hunter & English nevű cég szállította a lehorgonyzó sarukat (200 t) és az öntöttvas láncnyergeket, a Howard & Ravenhill a függesztőrudakat, a lánclemezeket, és a merevítő szélrácsokat (1630 t), Harvey a láncfelhúzó csigasorokat. A lehorgonyzó nyolc darab acéltömböt a bécsi Norris cég szállította. Az öntöttvas kereszttartók (300 t) Andrássy György dernői, más öntvények később – többek közt – Ganz Ábrahám (1814–1867) budai öntödéjében is készültek. A teljes, hídba beépített vasanyag össztömege 2146 t volt.
1846. október 2-án indult az első vasanyagszállítmány, ezt pedig rendre követte a többi. A szállítást Angliából vízi úton oldották meg, a Majnát a Dunával összekötő hajózócsatornán keresztül, amelyet éppen abban az évtizedben építtetett újjá I. Lajos bajor király. Úszóállványon szerelték össze a láncokat, oly módon, hogy egyik végüket bekötötték a lehorgonyzást szolgáló lánckamrába, majd a láncot akkora darabon fektették ki, amekkorát a hídnyílás áthidalása igényelt. A lánc másik végét egy, a parton álló gőzgép emelte fel a pillér tetejére, láncfelhúzó csigasor segítségével. Ez a szerkezet akkoriban újdonságnak számított mind műszaki, mind gazdaságossági tekintetben. A partra állított gőzgép által szolgáltatott húzóerőt a csigasoron kívül görgők közvetítették a láncok végeire. A láncot két hüvelyk (51 mm) vastagságú tömbvasból kovácsolták, a gép által kifejtett húzóerő elméletben 21, a gyakorlatban kb. 30 tonnás lehetett.
A láncok szerelése meglehetősen gyorsan haladt. 1848. március 28-án kötötték be az első láncvéget a pesti lánckamrában, július 8-án már a középső hídnyílás első láncának beemelése folyt, az utolsó beszerelését július 18-án kezdték meg. Mindhárom hídnyílásban négy-négy láncfelhúzásra kellett sort keríteni. Tizenegy gond nélkül ment végbe, azonban az utolsónál baleset történt. A láncot felhúzó csigasor egyik láncszeme szétpattant, a lánc rázuhant az úszóállványra, melyet összetört, majd beleesett a Dunába. A műveletet az állványról szemlélő emberek, köztük Széchenyi szintén a Dunába estek. A baleset során egy munkás életét vesztette, valamint négy hét késést eredményezett a munkálatokban, mivel ennyi időre volt szükség, mire sikerült kiemelni, majd helyére tenni a vízbe zuhant hídláncszakaszt.
A szabadságharc idején az építkezés lelassult, hol az egyik, hol a másik hadviselő fél akarta a majdnem kész hidat átjárhatatlanná tenni, ezzel meghiúsítva az ellenség átvonulását. Az osztrák csapatok 1849 januárjában megszállták Pestet, és a hidat a katonák számára ideiglenesen átjárhatóvá kellett tenni. Megoldásként a kereszttartókra hosszanti irányban vastag pallókat helyeztek, majd azokon január 5-én és 6-án 70 000 katona, egy lovasregiment, valamint 270 ágyú kelt át, hogy Pestet elfoglalhassa. Később, a honvéd hadsereg közeledtével az osztrákok visszavonultak Budára, és megkezdték a híd felrobbantásának előkészítését. Clark Ádám a láncok lehorgonyzásának felrobbantását a lánckamra elárasztásával, a szivattyúk szétszerelésével és némely alkatrész összetörésével előzte meg. 1849 tavaszán, a budai vár ostroma a pesti Duna-parti házsort a várból ágyúzó osztrákok egy lövedékkel eltalálták a Lánchíd budai pillérének északi oldalán a part felőli hídnyílás első lánckötegének szélső lánclemezét. A május 21-én a hídpálya felrobbantására a hídra helyezett négy mázsa lőpor is sérüléseket okozott, nyolc kereszttartó és a csatlakozó szerkezetek tönkrementek. Életét vesztette a híd felrobbantásával megbízott Alnoch ezredes is. Néhány héttel később a visszavonuló magyar csapatok parancsnoka, Dembinszky tábornok akarta felégetni a pályaszerkezetet, de erről Clark Ádámnak sikerült őt lebeszélnie.
Korlátozott átjárás már a híd teljes elkészülte előtt megindult a hídon: Elsőként 1849. január 1-jén Kossuth rendeletére Bónis Sámuel országbiztos kocsija haladt keresztül rajta, mely gránátosok kíséretében a magyar Szent Koronát vitte Budáról a Debrecenbe induló vonathoz. Hivatalos személyek és a katonaság is átjárt már a hídon a szabadságharc idején, később pedig a polgárok számára is használhatóvá vált a járda. Hajnik Pál rendőrfőnök az év pünkösdjére (május 27–28.) már rendeletben is engedélyezte a gyalogosok átjárását, amit csak a hajóhíd felállítása után tiltott meg Láng Ignác pesti városkapitány.

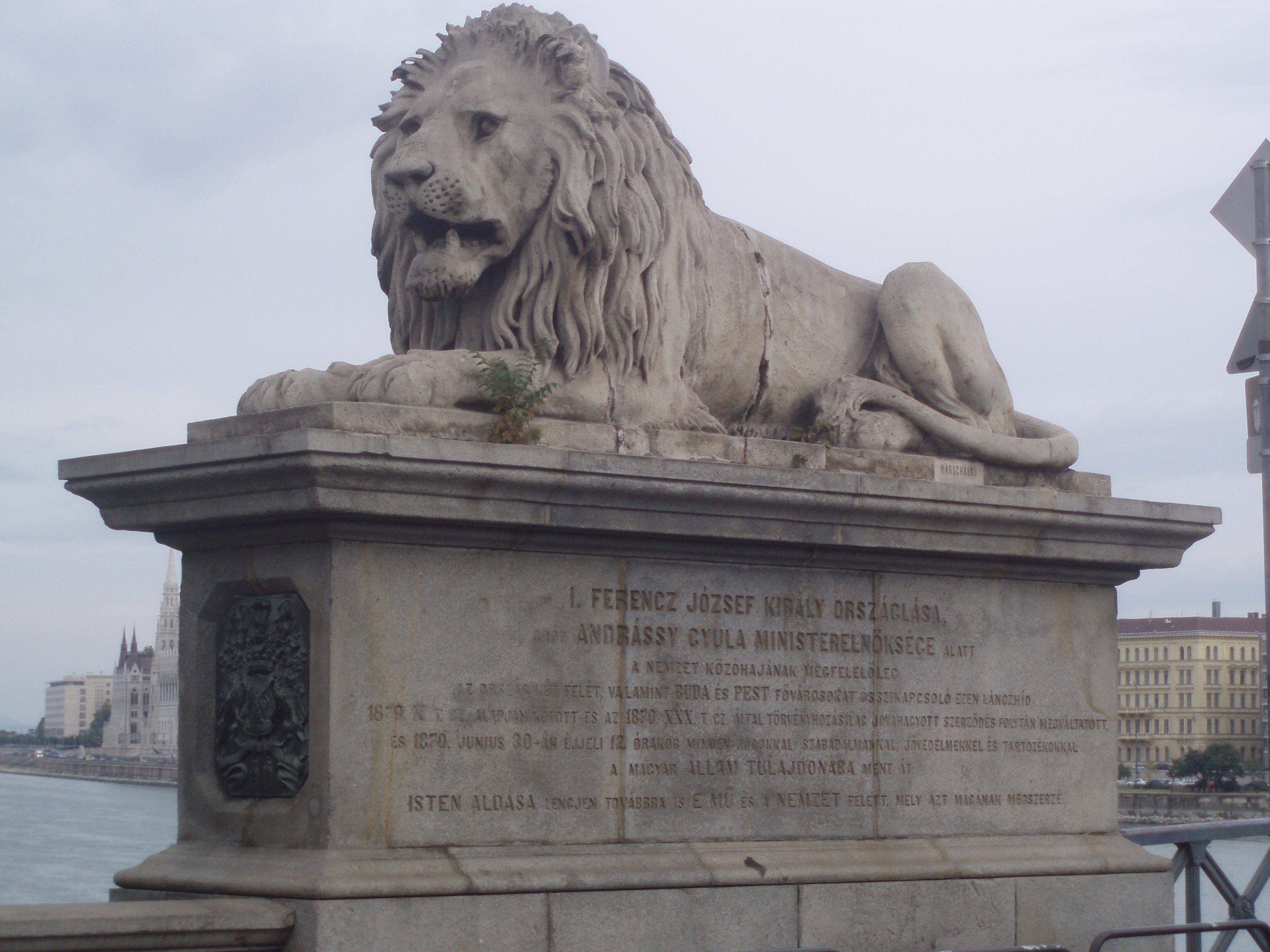
A Lánchíd egyik kőoroszlánja

Miután a két várost visszafoglalták a honvédektől, Wussin őrnagy 1849. július 11-én elrendelte a hídépítés befejezését. A dernői vasöntödében készültek az új kereszttartók, amelyek hamarosan megérkeztek, és a helyükre is kerültek. A pillér sérülését nem javították ki; de a sérült lemez cseréjét, amit csak a lánc tehermentesítésével lehetett volna kivitelezni, úgy oldották meg, hogy ezen lemezköteghez mindkét oldal irányából egy-egy fele vastagságú pót-lánclemezt szereltek. Ebben a kötegben így tizenkét lemez volt, míg a többiben tizenegy, illetve tíz.
Az építészeti részletek klasszicista stílusúak. A Marschalkó János által alkotott, díszítőelemként szolgáló négy kőoroszlánt csak 1852-ben állították fel, a budai hídfőnél lévők talapzatára pedig jobbra a Széchenyi- és balra a Sina-címer került, melyeket Gál András öntött. A kapuzatokat oroszlánfejként kiképzett boltzáradék, és a fölé helyezett, lombkoszorúkkal körülvett koronás magyar címer díszítette.

### A 19. század második felében
A híd hivatalos átadására 1849. november 20-án került sor, a szabadságharc leverése utáni terror és megfélemlítés légkörében. A ceremóniát – a szabadságharc miatti megalázó gesztusként – Haynau táborszernagy, az osztrák katonai és polgári főparancsnok vezette, aki alig hat héttel előtte Aradon kivégeztette az aradi vértanúkat. Az ünnepségen csak a felsorakozott katonaság és néhány járókelő vett részt, a hangulat nem volt ünnepi, beszéd sem hangzott el. (A budai hídfőn az átadás időpontjaként november 21-e olvasható, ami a vámszedés kezdetét jelzi.) Az elkészült hídon vám gyanánt a gyalogosok 1, a teherrel közlekedő gyalogosok 2, tehenet kísérők 3, kis szekérrel közlekedők 5, nagy szekérrel közlekedők 10 krajcárt fizettek. A Lánchidat megálmodó Széchenyi István soha nem ment át a kész hídon, az átadás idejére már a döblingi elmegyógyintézetbe vonult vissza.

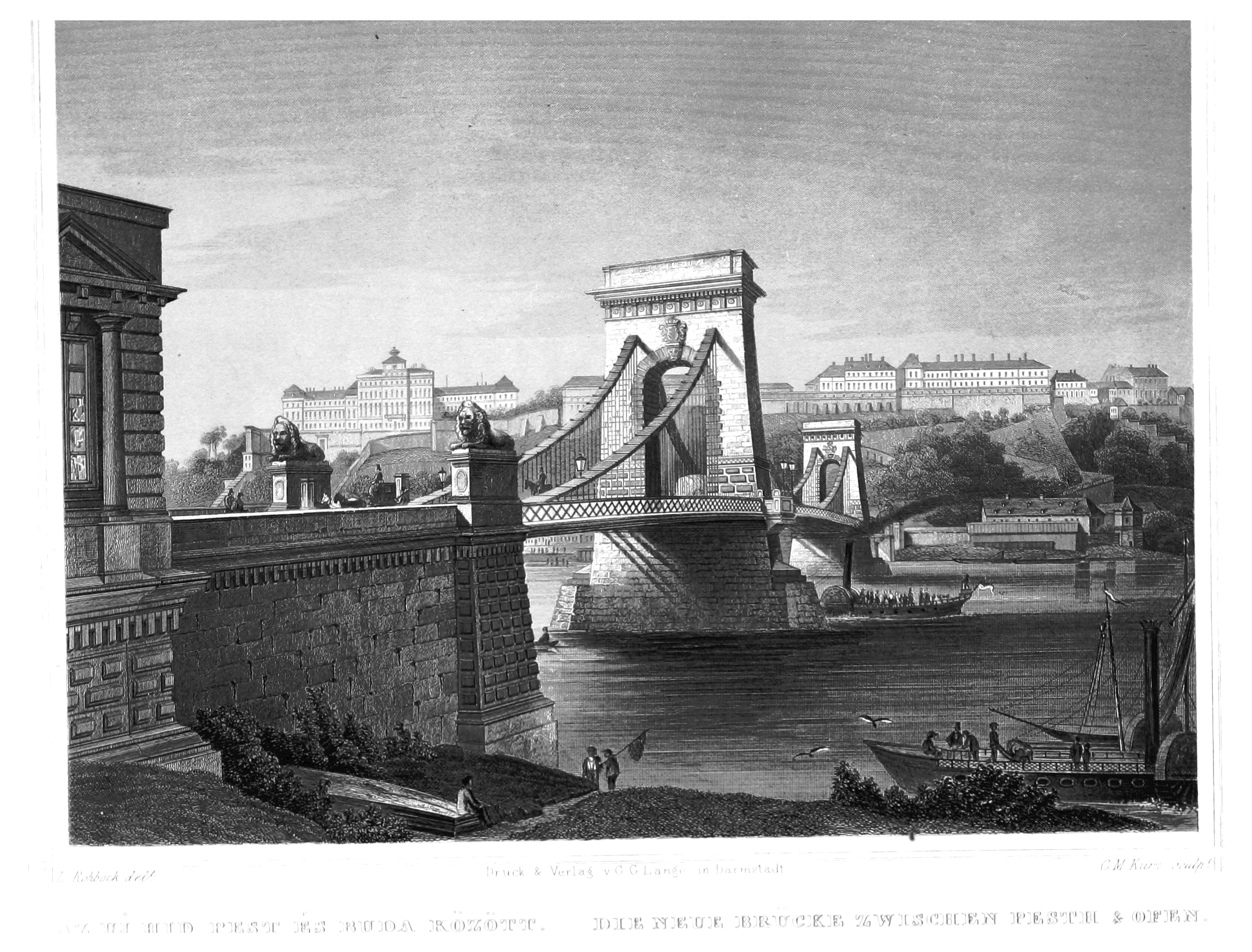
A felépült Lánchíd 1859-ben

Clark Ádámhoz írt egyik levelében olvasható, hogy mennyire szerette volna megérni ezt a pillanatot: „Igen és igen bízom, hogy a Mindenható mindkettőnket megtart addig, amíg megláthatjuk nagy művünk létrejöttét.” Széchenyi nem láthatta készen élete nagy alkotását, viszont Clark Ádám egészen haláláig gyönyörködhetett művében, amelyért fő munkavezetője, James Teasdale és ő is két-kétezer aranyforint prémiumot kapott. A számára felajánlott magyar nemességet nem fogadta el, ősi skót nemességére hivatkozva, ám a Ferenc Józseftől ajándékba kapott dohányszelencéjét egész élete során nagy becsben tartotta. Clark temetésekor, 1866-ban a Lánchídon gyászlobogó lengett.

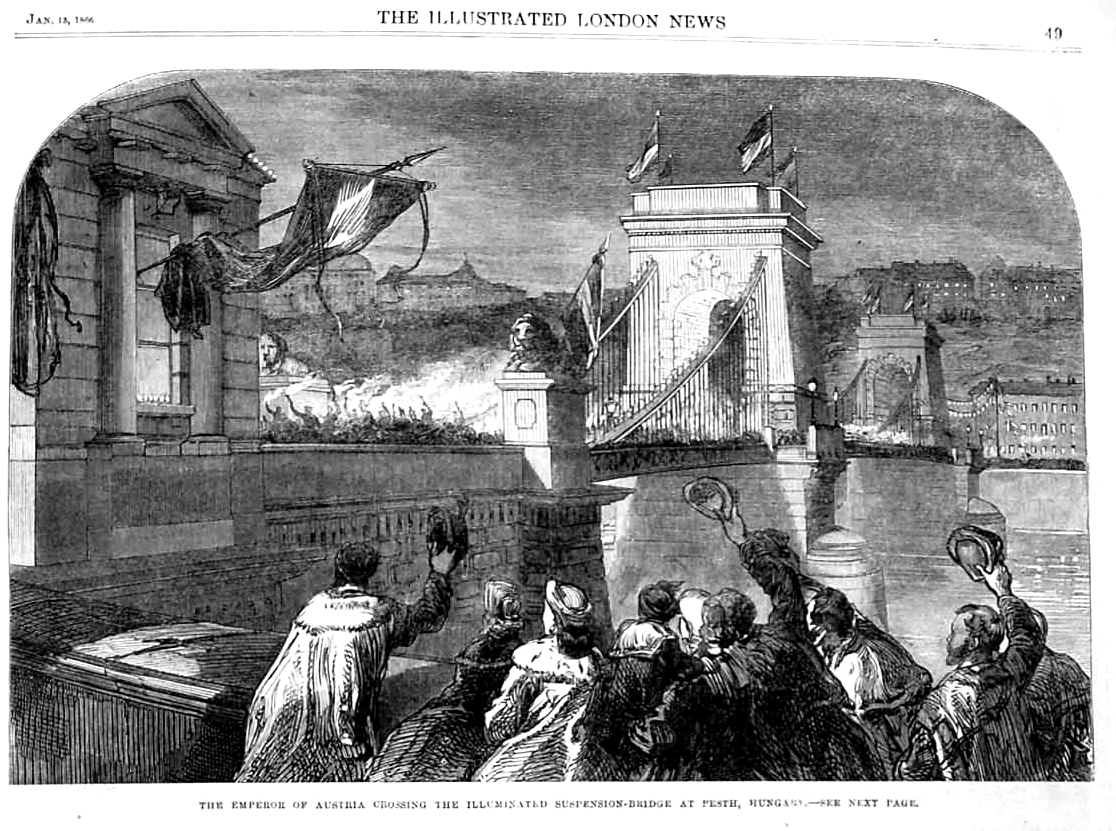
A fáklyákkal kivilágított Lánchíd Ferenc József császár 1866-os látogatásakor, illusztráció a The Illustrated London Newsban

Elsőként 1853-1859 (más források szerint: 1853-1857) között a pesti hídfő északi és déli oldalán a Duna-Gőzhajózási Társaság kétszer 345 méter hosszban épített partfalat. (A két végén a bástyákra elhelyezett árbócokon azóta is nemzeti színű zászló lobog.) A Lánchíd pesti hídfője és a Belgrád rakpart után, az 1870. évi X. törvénycikk alapján a Duna belvárosi szakaszán mindkét oldalon kiépültek a rakpartok, a későbbi évtizedekben pedig a folyamszabályozáshoz kapcsolódó árvízvédelmi rendszer fővárosi védművei. Az 1860-as évektől Pest városa, az 1867-es kiegyezést követően az állam támogatásával kapott lendületet, majd az 1873-as egyesülést követően Budapest vezetése folytatta a munkálatokat.
A hídon omnibuszjárat is közlekedett. A két vontató ló mellé a budai és a pesti hídfőnél, illetve az Alagút Duna felőli bejáratánál egy harmadikat is fogtak, melynek segítségével vontatták fel a kocsit a híd közepéig, valamint végig az Alagúton. A lovat menet közben a híd közepénél kifogták, és visszavezették a hídfőhöz, illetve az Alagút bejáratához.
1899-ben, a Lánchíd átadásának 50. évfordulóján döntöttek a „Széchenyi lánchíd” név felvételéről.
A törvény, amely a Lánchíd építését elrendelte, intézkedett arról is, hogy a Lánchíd Részvénytársaságnak a hajóhídból származó jövedelem elmaradása okán kártalanítást kell Buda és Pest számára fizetni; a részvénytársaság évi 12-12 ezer forintot fizetett ki a városoknak e címen. Eközben a vámbevételek jelentős növekedésnek indultak, majd a maximumot 1871-ben érték el, ami pontosan 723 462 forintot tett ki. Ez bőven fedezte az éves fenntartási költségeket, melyek általában 10-18 ezer, kivételes esetekben 30-35 ezer forintba kerültek. A jövedelem bőségen fedezte a 6,25 millió forintos építési költség törlesztését és annak kamatait.

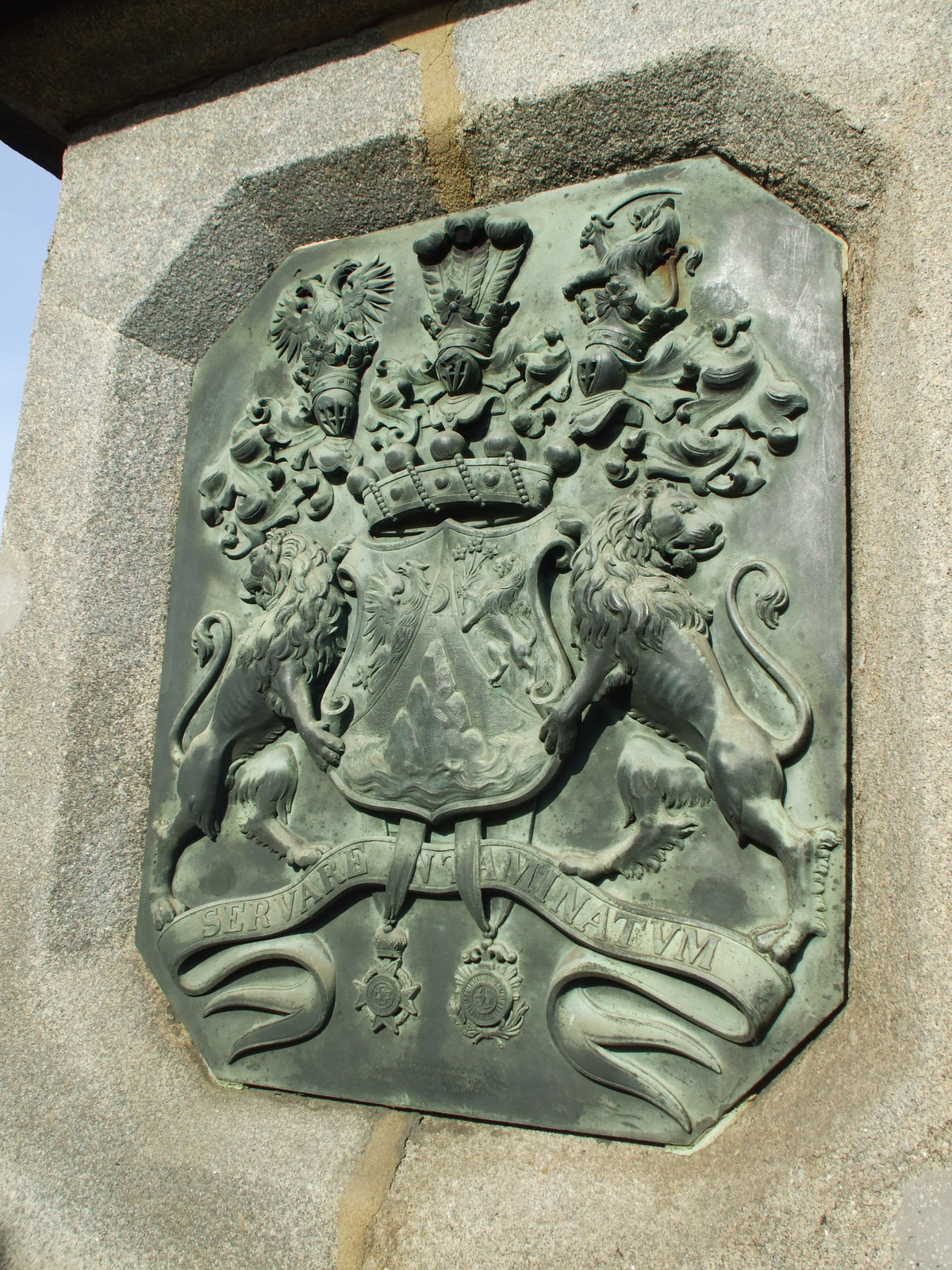
A budai hídfő baloldali kőoroszlánjának talapzatán található Sina-címer, alul szalagon a családi jelszó: „Servare intaminatum”, azaz megmaradni feddhetetlennek olvasható

A korabeli hídépítési technikának megfelelően nem készült a hídon a maihoz fogható funkciójú merevítőtartó, így a kereszttartók által közvetített terhelés majdnem teljes egésze a függesztőrudakra, valamint a láncokra adódott át. A függesztőrudak és a kereszttartók a jelenleginél sűrűbben, egymástól 1,8 méteres távolságban követték egymást, a mozgó teher valamelyes megoszlását pusztán a jelenlegi merevítőtartók helyén állt andráskeresztes fatartó közvetítette. A faszerkezet alkalmazásából és a merevítőtartó hiányából következett, hogy W. T. Clark lánchídjának vasszerkezete elég csekély tömegű volt, alig több kétezer tonnánál. Azonban a hídláncok teherbírása a híd megnyitása után még sok-sok évvel is megfelelt a követelményeknek.
A híd faszerkezetének illesztéseinél jelentkező kopás, illetve a nem megfelelő merevítés a forgalom hatására lengésben nyilvánult meg. Eleinte ez nem volt jelentős, viszont évtizedekkel később egyre jobban feltűnt. A bizottság, melyet a Lánchíd megerősítésére hoztak létre, 1873 márciusában Reitter Ferenc mérnök jelentése alapján állapította meg, hogy a főtartót alkotó láncok teherbírása megfelelő, a kereszttartók is elégségesek, mivel a túlzott igénybevétel hatására csak 3 tört el közülük. 

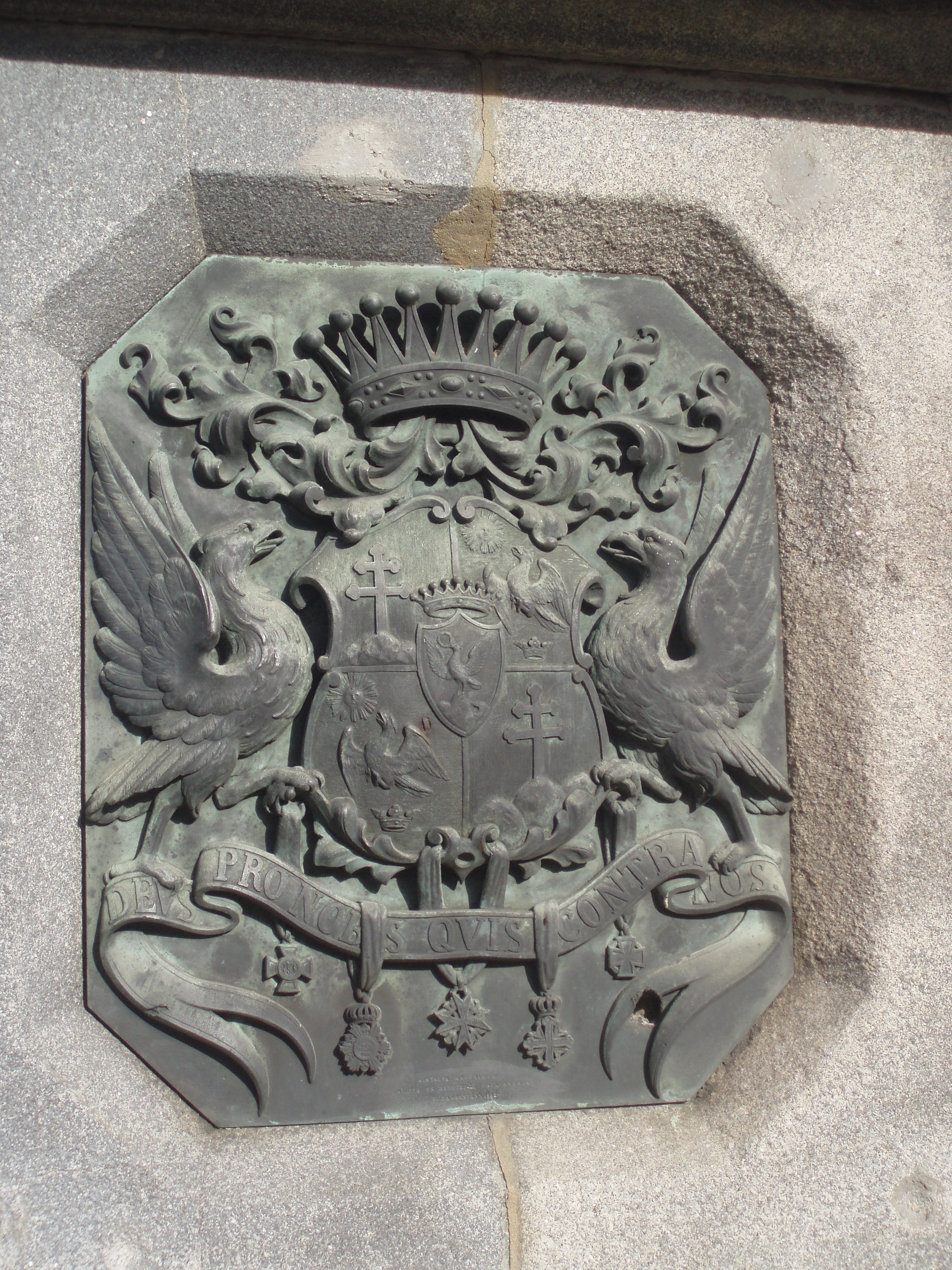
A budai hídfő jobboldali kőoroszlánjának talapzatán található Széchenyi-címer, alatta I. Széchenyi György esztergomi érsek jelmondata van latinul („Isten velünk, ki ellenünk?”)

Javaslatot tettek a 13 mázsát meghaladó tömegű járművek áthaladásának megtiltására, valamint a közeljövőben forgalomba helyezendő Margit hídra való átterelésére. A fakockaburkolat alatti pallók vaslemezre történő kicserélése során előálló többletterhelést elbírták volna a láncok, viszont a kereszttartók nem, így ezeknek cseréje is egy időben lett volna esedékes, erre azonban akkor még nem volt szükség. Kisebb átalakításokat végeztek a hídon 1893-ban: a lánckamrákat kibővítették, ezáltal a lehorgonyzások könnyebben hozzáférhetővé váltak, így az időnkénti felülvizsgálatokat megbízhatóbban hajthatták végre.
A Margit hidat, Budapest második állandó hídját 1876-ban nyitották meg, miáltal a Lánchíd forgalma – főleg a teherforgalom – csökkent, viszont a gyalogosforgalom nőtt, főleg azután, hogy 1896. július 20-án megindították a budai rakparton a villamosközlekedést. Ezt a vonalat tizenhárom évvel később dél felé meghosszabbították. A budai hídfőben a villamos aluljáróját 1907. július 31-én adták át.
A híd ötvenéves fennállása alkalmából, 1899. november 18-án a Magyar Mérnök- és Építész Egylet ünnepi ülésen emlékezett meg a Lánchíd megalkotóiról. Zelovich Kornél professzor javasolta a Széchenyi lánchíd elnevezést.

### A híd átépítése (1914)
A Lánchíd megerősítését 1873-ban még elodázták, a századforduló tájékán azonban a híd forgalma tovább növekedett, a lengés már-már tűrhetetlenné vált. Mivel a közúti tengelyterhelések növekedése, valamint a beépítendő szélrács és merevítőtartó vasanyagának tömege túlterhelte volna a híd főtartóit alkotó láncokat, inkább a teljes vasszerkezet cseréje mellett döntöttek. A megerősíteni kívánt vasszerkezet átépítésénél arra is ügyelni kellett, hogy a híd képe a művelet során lehetőleg ne változzon meg. Ezért az új szerkezetet a régihez hasonló alakúra tervezték, a pilléreket és a hídfők látható részeit nem módosították. A szénacélból készült új láncok keresztmetszetét az eredeti másfélszeresére növelték, a lánclemezek magassága 26-ról 36 centiméterre, a lemezkötegek vastagsága pedig 60-ról 70 centiméterre növekedett. Az egyes lánctagok (összesen 2460 t) hossza a réginek kb. kétszerese lett, ezáltal a függesztőrudak egymástól való távolsága 1,8-ról 3,6 méterre nőtt. A híd merevségét növelő szélrácsok (1162 t) és merevítőtartók szintén szénacélból készültek. Utóbbiakat a gyalogjárók és a kocsipálya között helyezték el, a fa rácstartók helyére. A pillérek tetején található láncnyergeket is kicserélték, és helyükre a pilléreknek kizárólag függőleges irányú erőket átadni képes acélsarukat építettek.

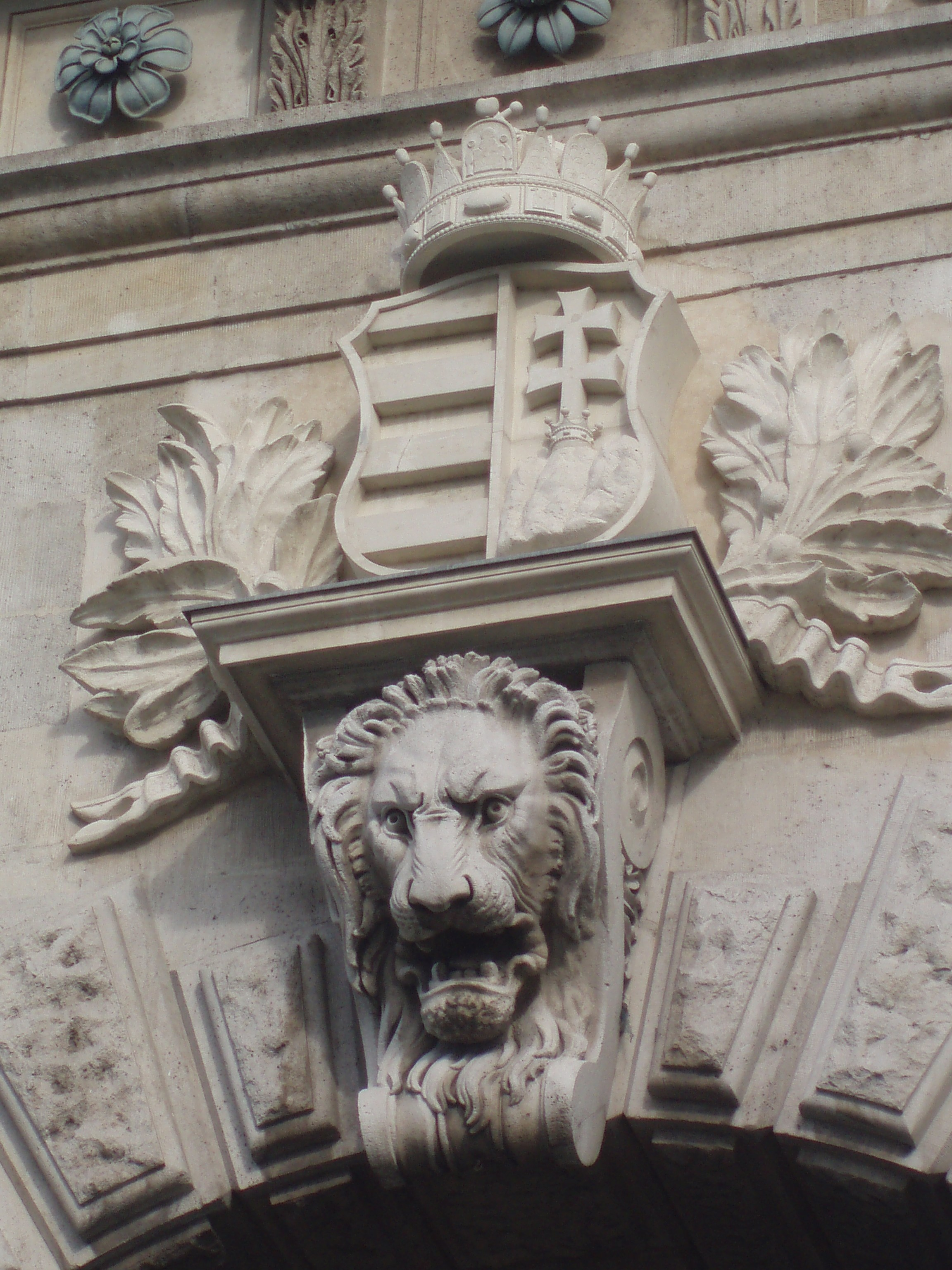
A kapuzatok tetején látható koronás kiscímer az oroszlánfejjel

Ily módon a pillérek alatti talaj-igénybevételt – a nagyobb terhelőerő ellenére is – sikerült felére csökkenteni. Azért, hogy a láncok megnövekedett húzóerejét a hídfők képesek legyenek felvenni, a lehorgonyzó faltömböket kétoldalt öt-ötezer köbméteres betontömbök hozzáépítésével erősítették meg. Ezek a tömbök a hídfők alapjainál 3-5 méterrel mélyebb keszonalapozással készültek, és egyben zárógátként is funkcionáltak, védelmük segítségével emelték ki a földet és építették meg a betontest többi részét. Ezek a változtatások, mivel a bekötő fogazással együtt az úttest szintje alatt készültek, a felszínen nem észrevehetőek.
A konzolok által tartott, pilléreken lévő járdákat vasbetonlemezes szerkezetűre építették át, azonban esztétikai okokból kifolyólag a régi konzolokat a helyükön hagyták. A budai pillér sérülését is kijavították, melyet a szabadságharc idején ágyúgolyó becsapódása okozott. A pályaszerkezetre, amely a kocsipálya és a járdák alatti hossztartókra helyezett zórésvasakból állt (a görög nagy ómega betűhöz hasonlító keresztmetszetű különleges teherbíró vaslemez), bitumenbeton, majd burkolat került. A kocsipályát a hídtengelyre merőleges sorokban lerakott fakockák, a járdákat pedig kétrétegű öntött aszfalt burkolta.
A hidat a forgalom elől 1914. február 3-án zárták le, a vasszerkezet bontása végett. A munkát állványhídról végezték, a hajózás számára csupán 48 méteres nyílást hagytak. A bontás előtt a láncok feszültségmentessé tétele a híd 26 cm-es megemelésével történt. A bontási munkálatok még az év nyara előtt befejeződtek; ősszel már az új láncok szerelése folyt, az állványhidat pedig el lehetett bontani a jégzajlás megindulása előtt.

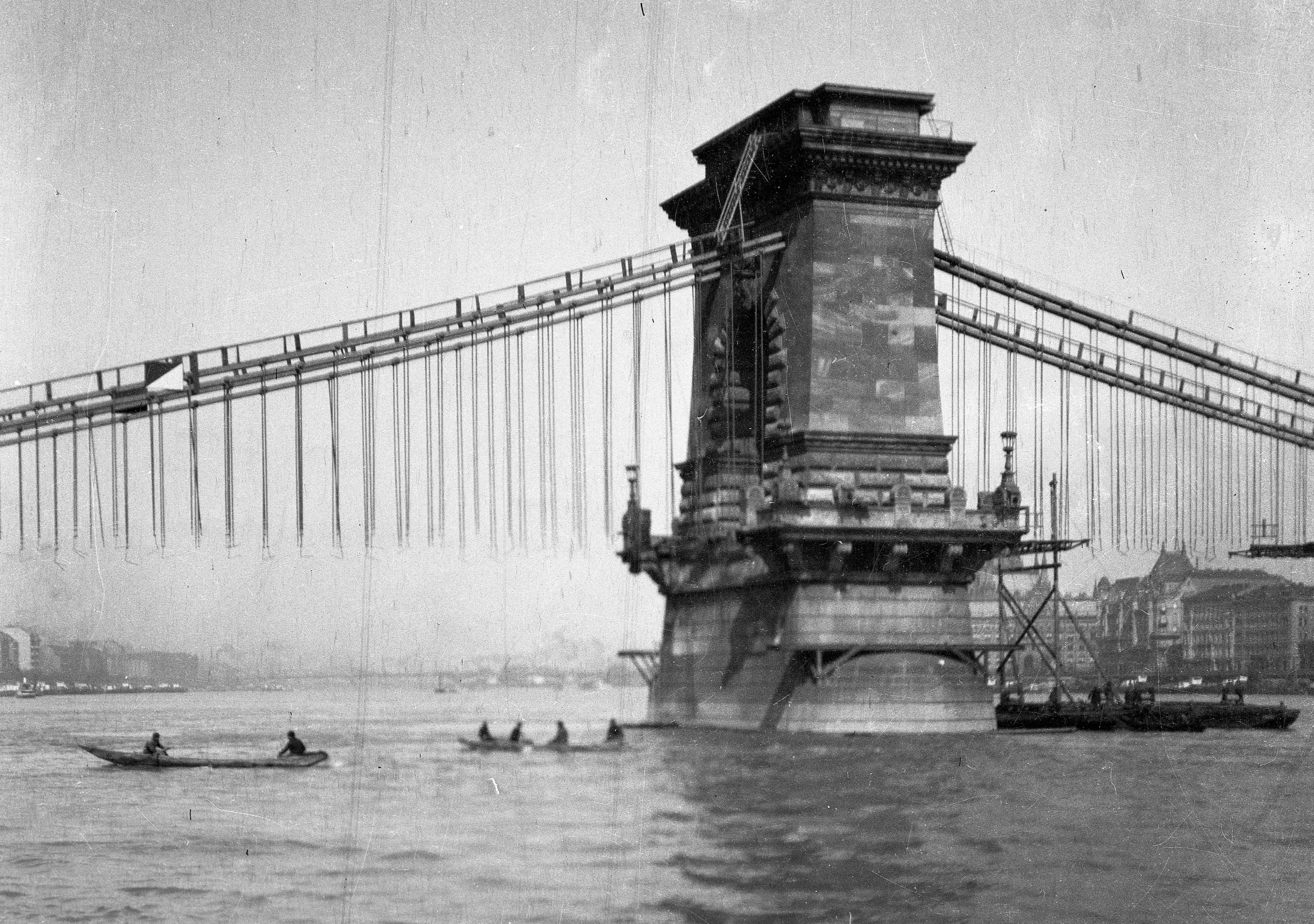
A Lánchíd átépítése 1914-ben

1914. június 30-án baleset történt: a Margit-szigetről egy csónakház elszabadult, nekisodródott a budai nyílás állványhídjának, és azt áttörve egészen Budafokig vitte. Az állványhídon lévő 74 darab előkészített lánclemez a vízbe esett, nagy részük elveszett, csupán 15-öt sikerült megtalálni és kiemelni. Az acélszerkezetű tartókat és a pályaszerkezetet a következő évben szerelték, ehhez már csak úszó- és függőállványokat használtak. 1915. november 27-én, a burkolatok lefektetése után adták át a hidat a forgalomnak, bár a gyalogosok már korábban is átjárhattak rajta. Ekkortól nevezték a Lánchidat Széchenyi lánchídnak.
A híd átépítésének terveit Kherndl Antal műegyetemi tanár statikai számításai és vizsgálatai alapján Gállik István és Beke József készítette. A bontási és alépítményi munkákat Zsigmondy Béla vállalkozó kivitelezte. A híd felszerkezetének átépítési munkálatait Jurkinyi Jenő és Strauch Emil vezetésével a Magyar Királyi Államvasutak Gépgyára végezte: a szénacél lánctagok a gépgyár diósgyőri, a merevítőtartó vasszerkezetei pedig a budapesti gyárában készültek. A hídba beépített folytvas és Martin-acél össztömege 5194 tonna volt.

### A hídvám eltörlése
A híd megnyitása óta szedett hídvám – melyet az időközben felépített újabb hidakon is beszedtek, illetve a Váralagútra is kiterjesztettek – idővel egyre terhesebb lett a lakosság számára, és egyre több hang követelte a megszüntetését, ráadásul a 20. század elejére már nem is hozta az elvárható szintű bevételt. Károlyi Mihály kormánya végül 1918. november 30-i hatállyal szüntette ezt meg, amely intézkedés az összes hídra és az alagútra is érvényes volt.

### A két világháború között

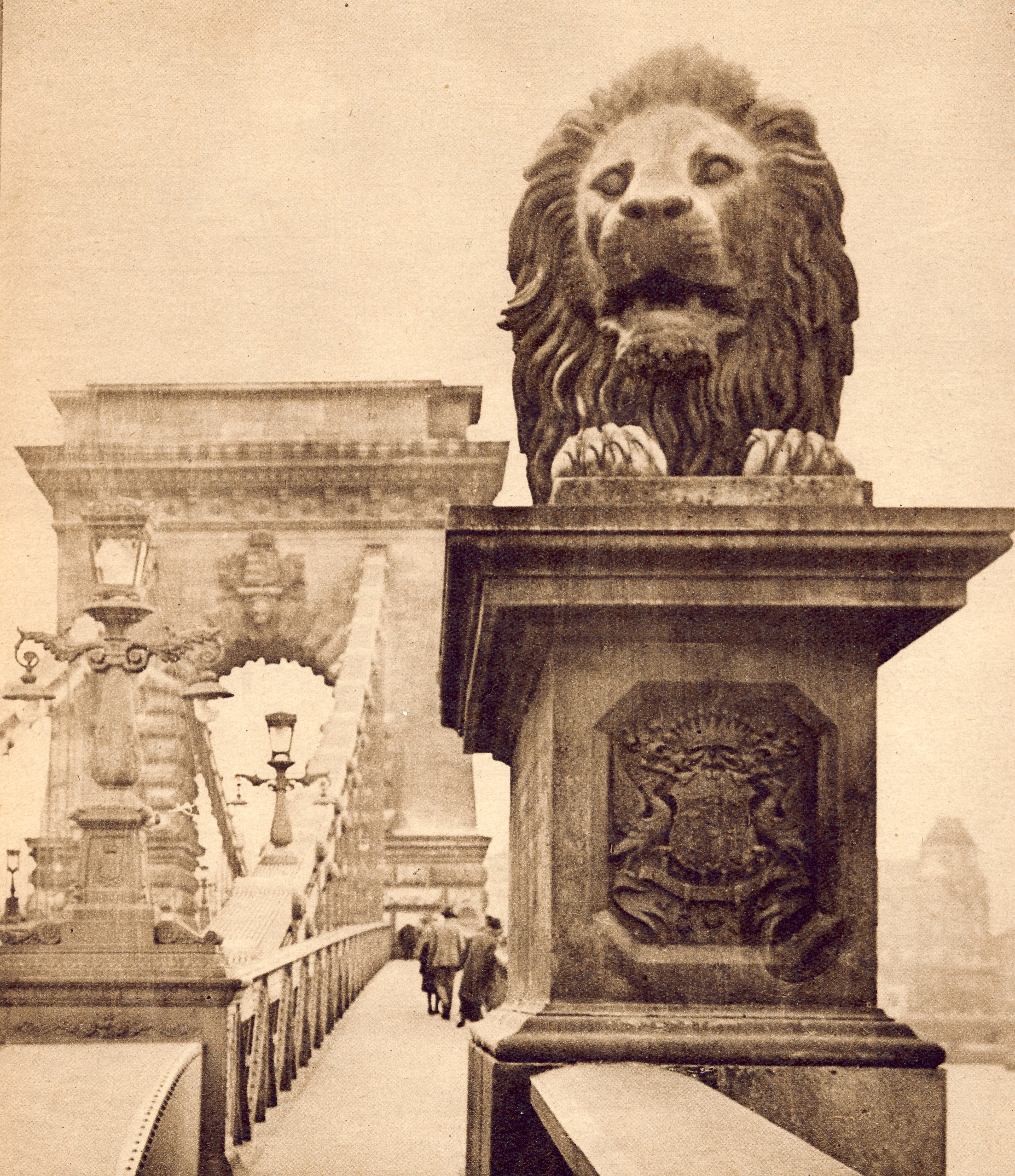
A budai hídfő jobb-oldali kőoroszlánja 1928 tavaszán

1919 októberében a hidat ismét elzárták a forgalom elől. Felszedték a fakockaburkolatot, amelynek anyagát a Margit híd burkolásának javítására szándékoztak felhasználni. A zórésvasakra beton kiegyenlítő réteget, erre nyolc centiméter vastagságú vasbeton teherelosztó réteget, majd ennek tetejére homokba ágyazott kiskő kocsipálya-burkolatot helyeztek. A járdákon az aszfalt felszúrásával kiengedték a tömörítetlen bitumenbetonból kiszoruló levegőt, így ennek összegyülemlését és további felpúposodását megakadályozták. A híd megnyitására 1920 áprilisában került sor. Ekkor avatták fel a budai pillérkapu déli oldalán a vörösterror két áldozatának, az ott kivégzett idősebb és ifjabb Hollán Sándornak az emléktábláját is. Ezt a táblát a második világháború után leverték, de a nyoma megmaradt. 2009-ben újjá avatták, de pár hónap múlva ismeretlenek ismét leverték.
Az első budapesti autóbuszvonalak egyikét a Lánchídon vezették át. Ez a 4-es viszonylatjelzésű körforgalmi autóbuszjárat volt, amely a Vörösmarty térről indult, majd a Lánchídon és az Alagúton keresztül a Krisztinavárosig ment. Az első kocsija 1924. szeptember 3-án gurult át a hídon, felváltva ezzel a korábbi lóvontatású omnibuszt.
Az 1930-as években a Lánchíd forgalma gyors növekedésnek indult, ez főleg a hídfőknél – ahol erős volt a keresztirányú forgalom – okozott gondokat. A budai hídfőnél akkoriban a jelenlegi körforgalom helyén még házak álltak. A Lánchíd utca 1–3. számú négyemeletes épületében volt a Kereskedelemügyi Minisztérium székhelye (ma a „0” kilométerkő áll a helyén), és vele szemben, a Lánchíd utca 2. szám alatt a Népjóléti, később az Iparügyi Minisztérium palotája állt (ma park).
A Fő utcán és a Lánchíd utcán közlekedő nagyszámú lóvontatta kocsi lassította a keresztirányú forgalmat. Ezeket az alsó rakpartra terelni nem lehetett, mivel a keramitburkolat a nehéz vaskerekeket nem bírta volna el. A forgalmat rendőrök irányították, de nem sokkal a második világháború kezdete előtt kapcsológombos jelzőlámparendszert szereltek a térre.
A pesti oldalon a villamos nehezítette a hídfő forgalmát. A sínek a szobrokat körülvevő parkrészek mentén, a tér keleti és déli oldalán vezettek a Dunakorzó előtti viadukt irányába, keresztezve ezzel az összes utcából a Lánchíd felé menő forgalmat. A lóvontatású kocsikat, melyek a forgalmat itt is zavarták, szintén nem lehetett a rakpartra terelni, és áthaladásuk a Lánchídon is tiltva volt. A forgalmat rendőr irányította, a hídfő előtti kivilágított dobogóról.
Az 1930-as évek második felében kezdődött meg az aluljáró építése a Lánchíd pesti hídfője alatt, melynek két alagútját nyitották meg a gyalogosok és a közúti forgalom számára; a teljes kiépítés csak a második világháborút követő újjáépítési munkálatok során vált lehetővé. 1937-ben kapott először díszkivilágítást az átkelő.

### A híd felrobbantása és újjáépítése

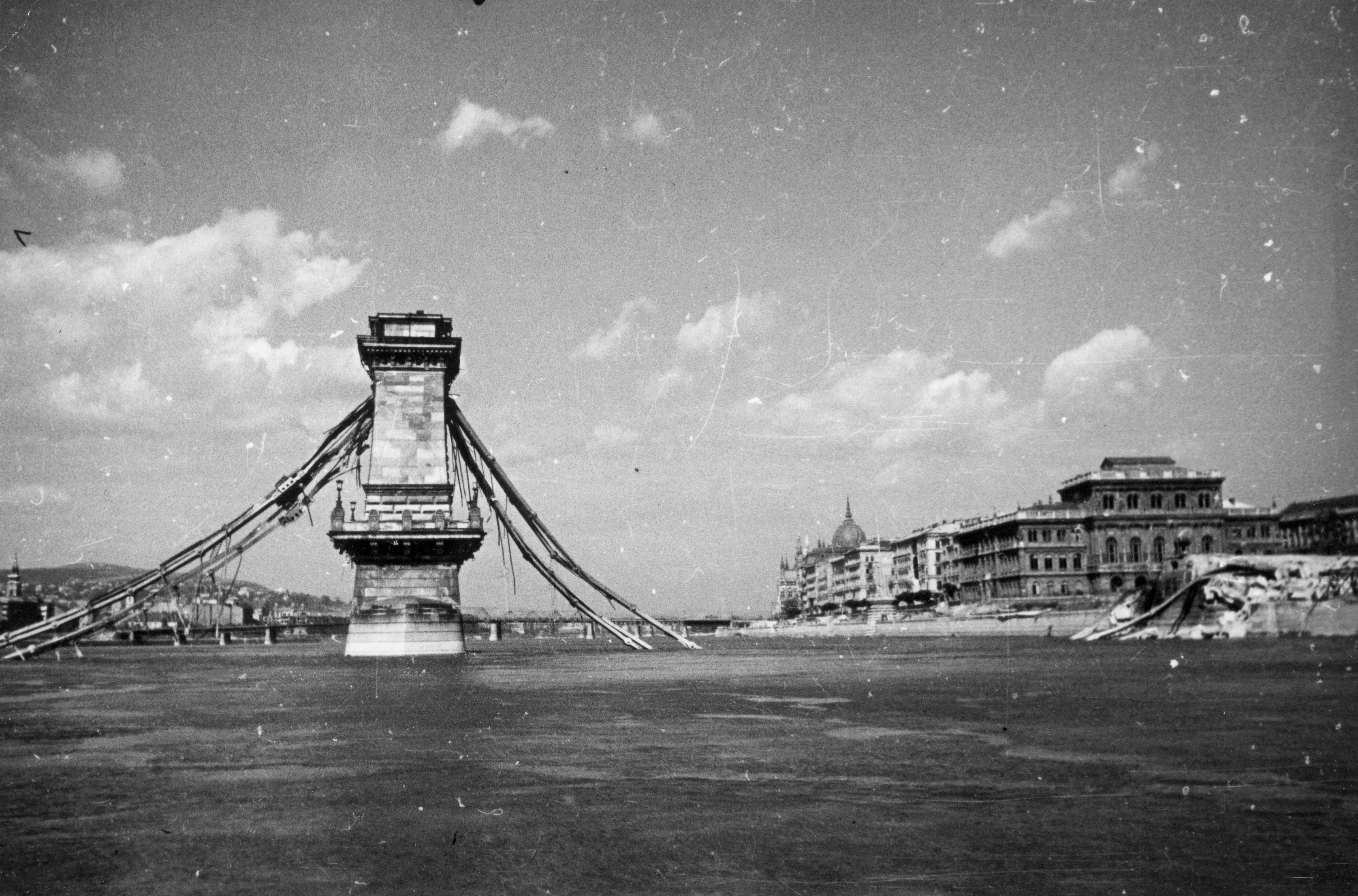
A felrobbantott Lánchíd pesti pillérje, háttérben az Országház és a Kossuth híd 1946

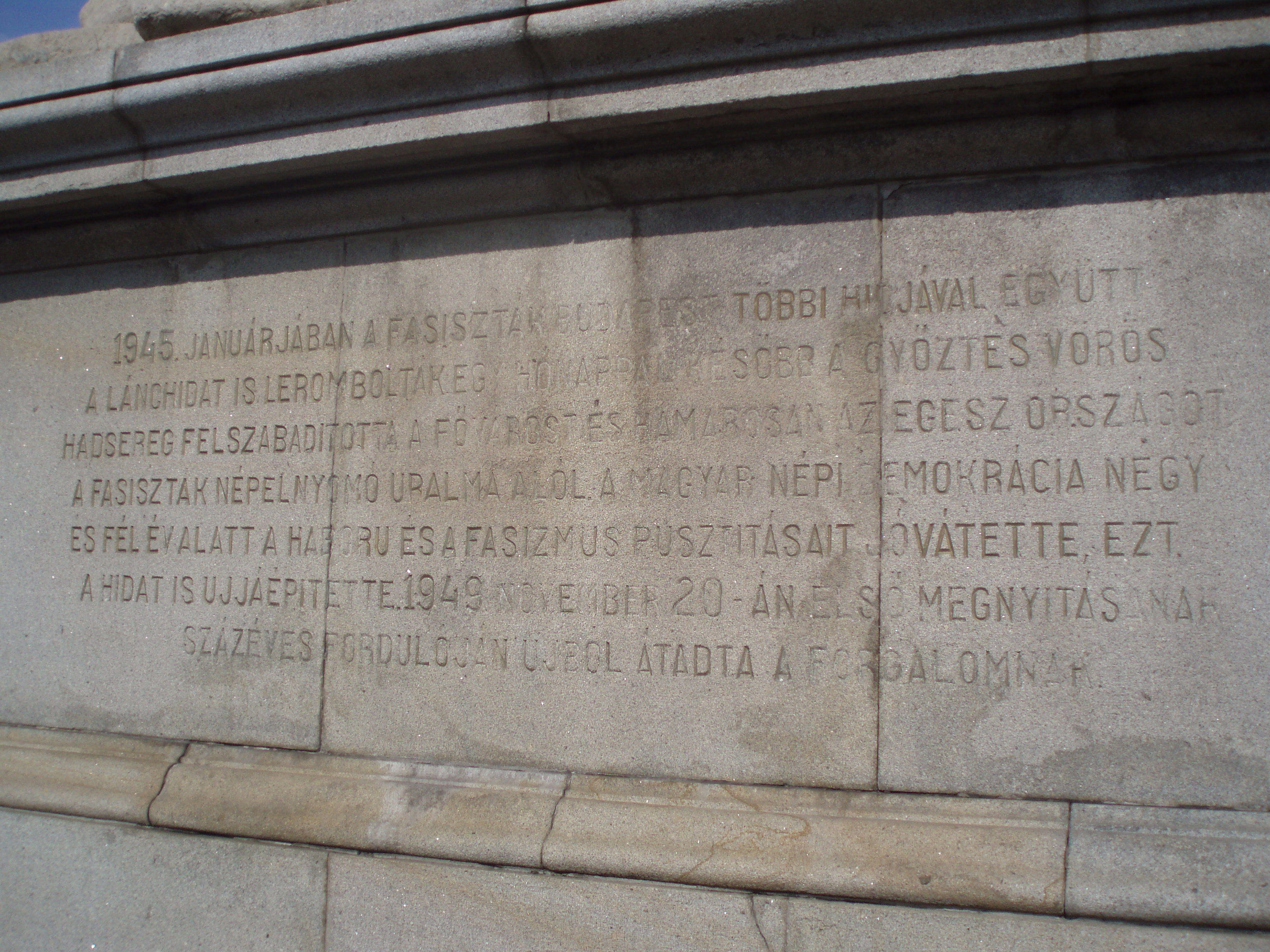
A Lánchíd pesti hídfőjénél található északi kőoroszlán talapzatán lévő felirat, mely a híd felújításának emlékét őrzi

A második világháborúban felrobbantották Budapest összes hídját, 1945. január 18-án, utolsókként, az Erzsébet hidat és a Lánchidat.
Valamennyi lánckamrában elhelyezték a robbanóanyagot, de ezek közül csak a pesti oldalon lévők robbantak fel. A horgonyzásukat elvesztett láncok a kamrából kiszakadtak, és a mederpillérek tetején található mozgósarukat magukkal rántva törték át a főpárkányt tartó falazatot, amely ezáltal labilis helyzetbe került. A függesztőrudak egymás után elszakadtak, és először a híd pesti, majd a középső nyílása a Dunába zuhant. A budai nyílás pályája csak kettétört, és belecsúszott a vízbe, mivel itt a lánc csupán három métert mozdult el a pesti huszonöt méterrel szemben. A pesti horgonykamra teljesen elpusztult, a budai csodával határos módon ép maradt. A felszerelt robbanószerkezet 1948-ban, a vízzel elárasztott kamra víztelenítésekor került elő, teljesen szétázva.
1947 tavaszán született meg a Lánchíd újjáépítésére vonatkozó döntés. Az ország népe ezt megtudván összefogott, megalakult a Lánchíd Bizottság, amely ismertette az újjáépítéssel kapcsolatos nehézségeket és felhívást tett közzé az építkezés anyagi támogatására. A munkálatok szinte azonnal megkezdődhettek a sok, még külföldről is beérkezett felajánlás segítségével.
Először a roncsok helyét kellett megállapítani, majd azokat a vízből kiemelni. A csupán csekély sérülést elszenvedett középső hídnyílás merevítőtartóját a sok állványozást és a hosszadalmas munkálatokat elkerülendő, több, nagyobb darabban emelték ki, úszódaruk segítségével. Utána következtek a láncok. A felszínre hozott alkatrészek alapos vizsgálata fényt derített arra, hogy a láncok és egyéb szerkezeti elemek anyaga kifogástalan. A terveken kismértékben változtattak csak az újjáépítés során. Annak érdekében, hogy két, egymással szemben haladó autóbusz elférjen egymás mellett, kibővítették a pilonok kapuzatát. Az átalakítás ellen egyes műemlékvédők tiltakoztak, ezért a helyreállítást irányító Széchy Károly értekezletet hívott össze elfogadható kompromisszum kidolgozására, ahol négy előterjesztett javaslatot vizsgáltak meg forgalmi és esztétikai szempontból. Az elfogadott tervváltozatban a kiszélesített alapvonalhoz csatlakozó falsík párhuzamos a pillér külső falsíkjával, érintőlegesen csatlakozik a kapuzat felső körívéhez, a párkánynál enyhe beugrást alkotva. A párkány alatti domborítás és a lábazat kiképzése elmaradt. Ezt előnyösnek ítélték a kiszélesítés szempontjából, és esztétikailag is jó minősítést nyert, mivel a belső, sima kidolgozás sziklába vájt kapu hatását adja. A munka végeztével a tervezők elismerésben részesültek. Eldöntötték azt is, hogy a vámszedő házakat nem építik újjá, valamint a budai hídfő előtti teret is úgy alakítják át, hogy a hídról lejövő és arra felhajtó forgalomnak az alagút felé/felől elsőbbsége legyen a keresztező Fő és Lánchíd utcával szemben. A kocsipályát a kapuzatnál a korábbi 5,4-ről 6,45 méterre szélesítették. Mindkét hídfőben gyalogos átjárót építettek, valamint a pesti hídfőben a tönkrement lánckamra teljes átépítésével egyetemben a villamos aluljárójának építését is elvégezték.
A híd tartószerkezete az 1914–15. évitől abban tér el, hogy a kocsipálya alatti hossztartók tetejére hegesztett karmok hordozzák a vasbeton pályalemezt és a kétrétegű hengeraszfalt-burkolatot. A régi láncok 76%-át fel lehetett használni, az elpusztultakat (590 t) az eredetivel megegyező szénacélból utángyártották. A többi szerkezeti elemhez 660 t öntöttvasat és kovácsolt acélt használtak fel. Az új merevítőtartó 36.24.12 minőségű folytvasból készült (1680 t). Az új szerkezettel lehetőség nyílt a kocsipálya hossz-szelvényének kiigazítására, valamint a pilléreknél a hossz-szelvény töréseinek kiküszöbölésére. A Clark-féle, eredeti hídterveknek megfelelően a pilléreken, a kapuzatok alatt vízszintesen vezetett át az úttest, s e vízszintes szakaszokhoz enyhe töréssel csatlakozott a parthoz lefelé és a Duna közepe irányában felfelé vezető, enyhe lejtésű útszakasz. A lovaskocsi-forgalom idején nem tűntek fel ezek a zökkenők, de a gépjárművek forgalmát már zavarták. Az átépítés után a hídpálya hossz-szelvénye törés nélküli folyamatos vonal lett, a merevítőtartó pedig továbbra is nyílásonként külön-külön kéttámaszú tartó maradt. Korszerű számítási módszer tette lehetővé, hogy az új híd acélszerkezetének önsúlya (5000 t, ebből 2600 t új szerkezet) 200 tonnával legyen kevesebb az előzőnél.

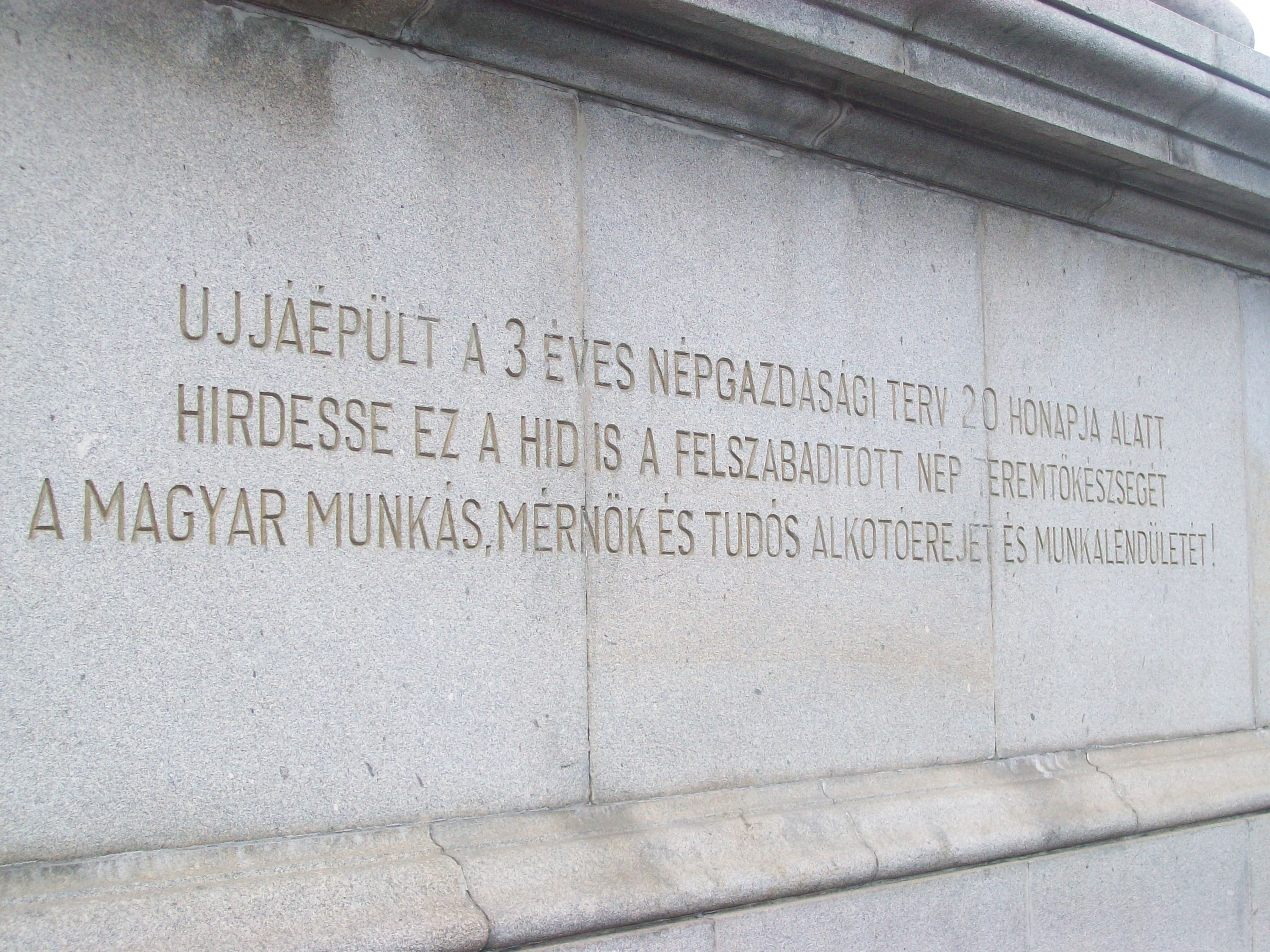
„Újjáépült a 3 éves népgazdasági terv 20 hónapja alatt”

Mivel az újjáépítéskor nem volt idő a láncok hagyományos, állványról történő szerelésére – mint 1914-ben –, változtattak a sorrenden. Elsőként a merevítőtartót az előzőleg levert cölöpjármokra helyezték úszódaruk segítségével, majd átmenetileg megerősítették, hogy a láncok szerelésénél jelentkező többletteher elviselésére képesek legyenek. A budai nyílásban roskadtan erősítették meg a merevítőtartót, hogy ezzel időt nyerjenek. Erről szerelték a láncokat még 1947-ben, a helyreállítás pedig 1948-ban történt meg.
A Lánchíd újjáépítésének tervét és erőtani számításait Sávoly Pál, a vasbeton szerkezetek terveit Méhes György készítette. A kő- és vasbeton munkák kivitelezését Fábián József vezetésével a Dunahídépítő N. V. hajtotta végre. Az acélszerkezetek újjáépítését a Magyar Állami Vas-, Acél és Gépgyárak végezte. A tervezési és gyártási munkálatokat Fáber Gusztáv, a helyszíni szerelést Zimányi István főépítésvezető, valamint Bujdosó Géza és Bors Ernő építésvezetők irányították. A tervezést és a kivitelezést Széchy Károly és Palotás László, a Közlekedési és Postaügyi Minisztérium Hídfőosztályának munkatársai felügyelték. A kivitelezés műszaki ellenőrzését Korda István és Sávos Károly végezték.
A tervezés egyik fő szempontja az volt, hogy a híd harmonikus vonalainak megtartása mellett elégítse ki a közlekedési igényeket, és feleljen meg az új terhelési előírásoknak is.
Az újjáépített hidat a forgalomnak 1949. november 20-án, az eredeti híd avatásának századik évfordulóján adták át. A kapuzatok és a pillérek díszkivilágítást kaptak.

### Az újjáépítéstől napjainkig
1970-ben a híd díszkivilágítása megújult: a láncok és a járdaszigetek széle fényfüzér világítást kapott 1188 db izzólámpával.
A hídon 1973. február 15-től június 15-ig nagyobb mértékű felújítási munkálatokat végeztek, melyek során az átmenő forgalom szünetelt. Újra aszfaltozták az útburkolatot, röntgenvizsgálatokkal szúrópróbaszerűen ellenőrizték a főtartót alkotó láncok anyagát, és fáradás szempontjából kielégítőnek találták. A beépített százezer szegecs közel 10 százalékát kicserélték. Rozsdátlanították az acélszerkezet 73 ezer négyzetméternyi felületét, és csaknem hatvan tonnányi festéket felhasználva újramázolták, a kapuzatok világítása megújult.
A Duna-hidak állagmegóvására 1976-ban hídfenntartó programot fogadtak el, aminek keretében a Lánchíd felülvizsgálatára 1986-ban került sor. Az akkori legkorszerűbb technika segítségével elvégzett vizsgálatok megállapították, hogy a híd főtartóin korróziós károk jelentkezhetnek rövid időn belül; illetve hogy a pesti lánckamrában a tartóláncok némely lemezeiben tíz százalék keresztmetszethiány is előfordul. Szerencsére ez a híd állékonyságát nem veszélyezteti, azonban figyelmeztet a korrózió előrehaladására. A főtartóláncok egyes kötegeiben a lemezek tervek szerinti vastagsága 29 milliméter, a közöttük lévő közöké ezzel megegyezik. A közökben történő mérések elvégzéséhez speciális mérőműszereket kellett tervezni és kivitelezni, ami komoly feladatot jelentett a szakintézmények számára. A megvalósított berendezés végül minden egyes láncszemet megmért, ennek eredményét pedig számítógépen jelezte ki. A műszer megvalósításához hasonló mértékű kihívást jelentett a lemezek rozsdátlanítására alkalmas homokszóró kidolgozása, és a hozzávaló szórófej megépítése, mellyel a védőanyagokat hordták fel a keskeny közökben.
A híd és a Váralagút teljes felújítására 1986 és 1988 között került sor. A munkálatok ezeknek minden apró részletét érintették. Ennek során a hídon csak a gyalogosok és a közforgalmú autóbuszok haladhattak át, a többi gépjárművet a szomszédos hidakra terelték át. Az autóbuszok számára ideiglenes alagutakat állítottak fel, melyek megvédték a járműveket. 1987 októberében nyílt meg a híd a teljes forgalom számára, a felújítással 1988 tavaszára végeztek. A munkálatokat az UVATERV (Út-, Vasúttervező Vállalat) tervezte Bácskai Endréné irányításával, generál kivitelező a Hídépítő Vállalat volt, Cseke Mária vezetésével. Jelentősen megújították a kivilágítást, bár több tanulmány is született, végül megmaradt a közönségnek is leginkább tetsző, a kapuzatokat és pilléreket megvilágító fényvetők és a lánc/pályatest vonalát kihangsúlyozó fényfüzér együttese. A fényvetők lámpáit 248 db ceruza-halogénlámpára, a fényfüzérekéit 1178 db kompakt fénycsőre cserélték.
A Széchenyi lánchíd százötvenedik születésnapjának alkalmából, 1999-ben nagyszabású ünnepségsorozat volt, tudományos ülésszak keretében. A hidat feldíszítették, a jubileum megünneplésére nagygyűlést szerveztek. Az ülésszaknak a Magyar Tudományos Akadémia adott helyet, melynek keretében felidézték a híd történetének lényeges eseményeit és legfőbb szereplőit. E jeles alkalomból a Közlekedési Múzeum és a Budapesti Történeti Múzeum időszakos kiállítást rendezett. Az évfordulóra a GE Lighting/Tungsram Rt. megajándékozta Budapestet a híd leromlott világítási rendszerének korszerűsítésével. Az új világítás megőrizte a híd esti látványát, ugyanakkor egyharmadára csökkent az elektromos fogyasztása és könnyebbé vált a karbantartása is (a kapuzatok/pillérek ceruza-halogénlámpáit kerámia kisülőcsöves fémhalogénlámpákra cserélték, a fényfüzérek kompakt fénycsöves világítását megújították és új megvilágítással kiemelték a köztársasági címereket, a nappali látvány megőrzése érdekében a kapuzatokra szerelt lámpatesteket a mészkövek színére, a vasszerkezetre szerelteket a híd színével megegyező szürke színre festették).

### Felújítása
A városvezetés már 2002-ben jelezte egy újabb, még teljesebb felújítás szükségességét. Egy 2011-ben elvégzett felülvizsgálat szerint időszerűvé vált a szigetelés és a burkolatok, valamint a vasbeton pályalemez cseréje. Ezt követően a BKK pályázatot hirdetett a Lánchíd, a Clark Ádám tér és a Váralagút teljes felújítására. A 2014-es elképzelések szerint a munkákat leghamarabb 2016 őszén kezdték volna el és 2019-re fejezték volna be és költségét 12-16 milliárd forintra becsülték. 2015-ben új tervek készültek, a 2016-os engedélyokirat szerint a Lánchíd és a Váralagút felújítása 2017. júniusban indult volna és 2019. decemberben fejeződött volna be, majd a 2018-as engedélyokirat szerint már 2018. decemberi kezdéssel és 2021. decemberi befejezéssel terveztek, de ezek egyike sem valósult meg. Legutóbb 2019 májusában döntöttek a felújításról, de a pályáztatás során a korábbi 16 milliárdos költség 24-27 milliárdra nőtt, emiatt az előző polgármester Tarlós István visszadobta a pályázatokat. Karácsony Gergely új főpolgármester pedig december elején úgy nyilatkozott, hogy hiányzik 20 milliárd forint a felújításhoz, ezért újra kell gondolni annak tartalmát, illetve akár a híd funkcióját is, így az gyalogos-kerékpáros híddá válhatna. A híd üzemeltetője a Budapest Közút a felújításig súlykorlátozást vezetett be: 2020. január 4-től - a BKK járműveit kivéve - nem hajthatnak fel rá 5 tonnánál nehezebb járművek.
2021. február elején a BKK aláírta a szerződést az A-Híd Zrt-vel (18,8 mrd Ft értékben), amely szerint a felújítást várhatóan 2023 végére fejezik be. A hidat a gépjármű forgalom elől 2021 nyarától kezdve másfél évre tervezték lezárni, a gyalogosok elől már tavasztól, egészen a befejezésig. A felújítás során elsősorban az acélszerkezetek javítása, korrózióvédelme és a pályatestek acélszerkezetűre cserélése készült el, de a műemléki elemek javítása/pótlása, új korszerű LED-es világítás, a közművek és horgonykamrák korszerűsítése, továbbá a hidfőknél a keresztező gyalogosforgalom megkönnyítése is szerepelt a tervekben. 2021. június 16-án 18 hónapra lezárták a hidat, 2022. december 16-án a csak a BKK járatai, a taxik és a kerékpárosok előtt nyílt meg újra. Hogy az autósok is visszatérhetnek-e, arról 2023 nyarán – egy lakossági konzultációt követően – hozott döntést a főváros vezetése. 2023. augusztus 4-én a gyalogosforgalom előtt is megnyitották. A felújítás előtt gyakori torlódásokat okozó személyautó forgalmat egyúttal végleg kitiltották a hídról. Ekkor a súlykorlátozást 16 tonnára enyhítették vissza, ami alól továbbra is mentesülnek a BKK járművei.

## Jellemzők

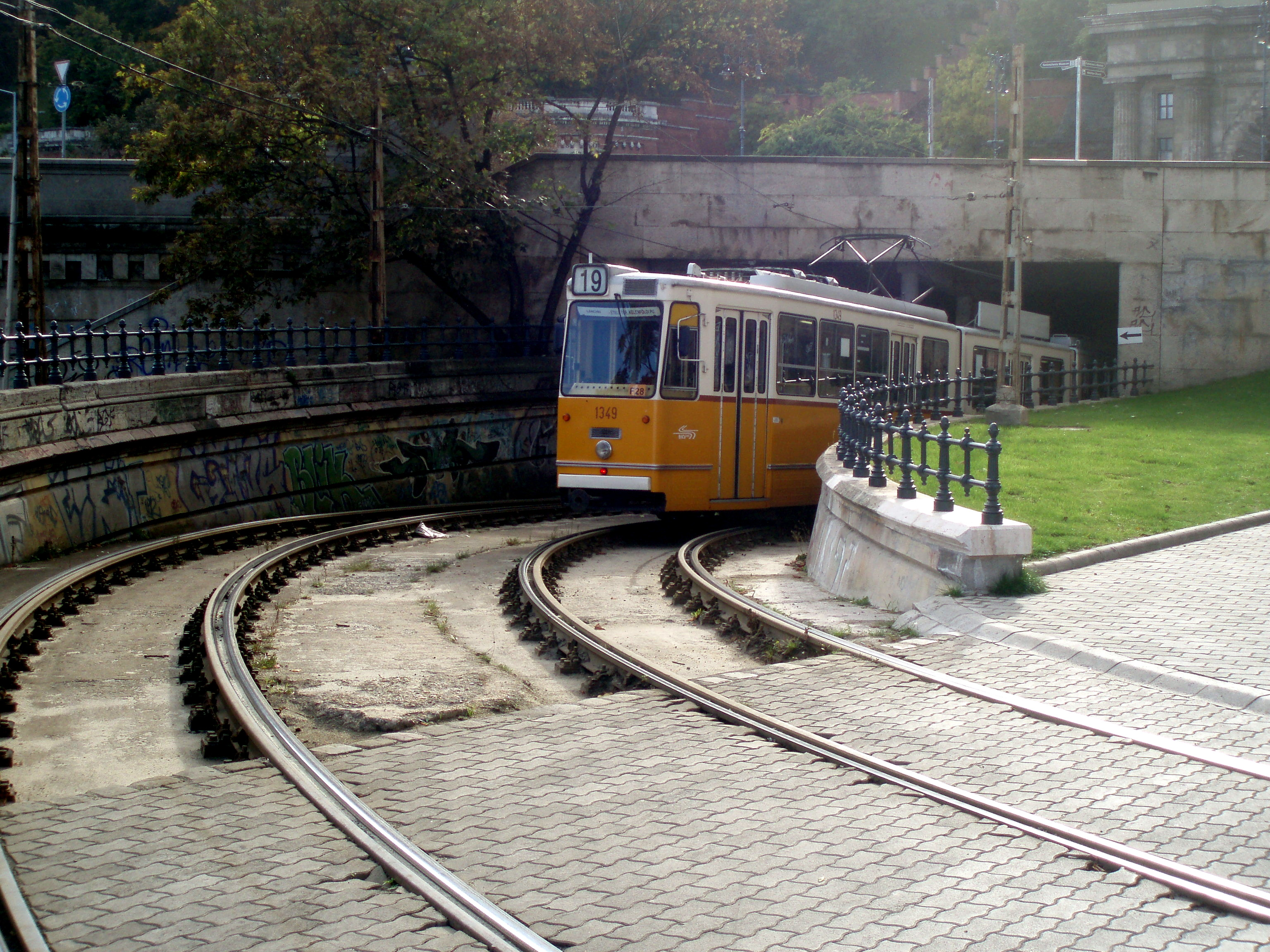
A hídfő alatt haladó villamospálya a lánckamrát kerüli ki

A Lánchíd háromnyílású, kőpilléres, merevítőtartós függőhíd.
A Lánchíd a legkeskenyebb forgalmi útpályával rendelkező budapesti híd: a gyalogosforgalom számára létesített két járdán kívül mindössze 2x1 sáv áll a járműforgalom rendelkezésére. Ezen kívül a Lánchíd az egyetlen közforgalmú budapesti híd, amelyikhez nem kapcsolódnak közvetlenül szélesebb főútvonalak, helyettük egy-egy körforgalmú tér található mindkét hídfőjénél, a Széchenyi tér Pesten és a Clark Ádám tér Budán.
Az 1839 és 1849 között felépült híd egyik legkiemelkedőbb műszaki alkotása volt korának. A készülő hidat a nemzetközi szakma élénken figyelte. John Augustus Roebling is tanulmányozta, és a legnagyobb függőhídként írt róla. Valójában az 1834-ben a svájci Fribourgban elkészült Grand Pont Suspendu (Nagy Függőhíd) után a második legnagyobb függőhíd volt, de az kábelhíd, így a világ legnagyobb láncokra felfüggesztett hídja (lánchídja) címet sokáig viselhette (1903-ban a régi Erzsébet híd vette át tőle ezt a címet). A Regensburg alatti 2400 km hosszú Duna-szakasz első állandó hídja, amit mindmáig a legszebbek között tartanak nyilván. Építése idején a világ egyik legkorszerűbb és legjobban merevített függőhídja volt.
A kőből készült szerkezeti elemek kisebb, a lényeget nem befolyásoló átalakításokkal, az eredetivel megegyeznek. A vasszerkezetet azonban teljes egészében le kellett cserélni erősebb acélszerkezetre. Ez a szerkezet külső alakjában az eredetire emlékeztet, nem tapasztalható szembetűnő eltérés a korábbitól.
A Széchenyi lánchíd nevet a budai hídfő külső oldalán feltüntették, a hídfők belső oldalain, az oroszlánszobrok alatt álló feliratok a híd alkotóinak állítanak emléket. A pesti oldalon, a Széchenyi István tér (2011. április 6. előtt Roosevelt tér) déli részén álló kandeláber talapzatára 1998-ban a Budapesti Városvédő Egyesület kétnyelvű emléktáblát helyezett el.

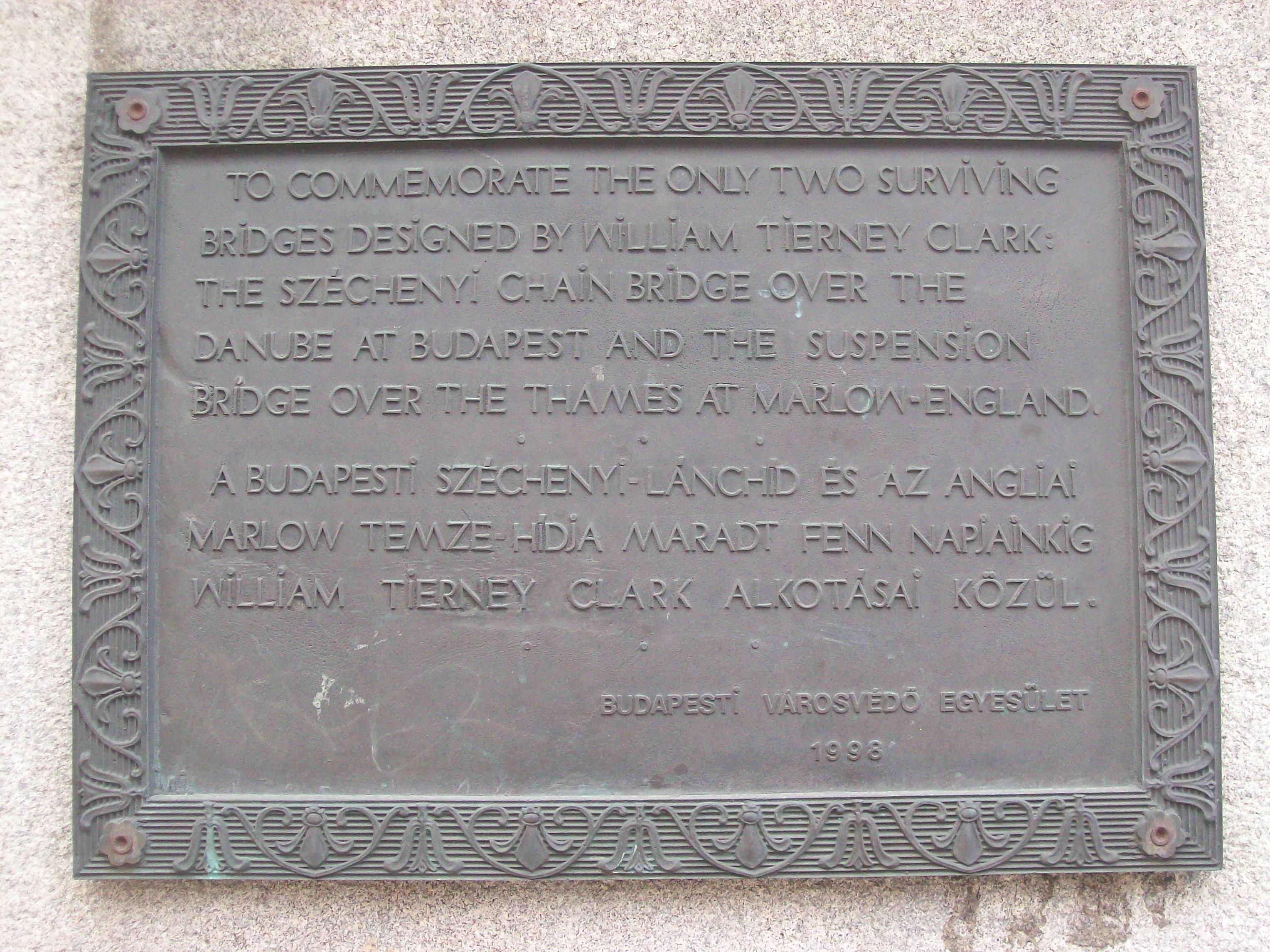
A Budapesti Városvédő Egyesület 1998-ban elhelyezett kétnyelvű emléktáblája

A Lánchíd mindkét pillérének homlokfalain, illetve a Váralagút Duna felőli kapuzatának tetején is megtalálható Magyarország címere. A Kossuth-címer bevezetésekor, 1946-ban a koronát levették, majd az 1949-es újjáépítéskor az új alkotmány népi demokratikus címerét, 1973-ban pedig az 1957-ben megalkotott, ún. pajzsos címert (Kádár-címer) helyezték el a hídon. A rendszerváltás és a Magyar Köztársaság kikiáltása (1989. október 23.), illetve a történeti nemzeti jelképeink újbóli törvénybe foglalása után később helyreállították az országcímereket. 1994-ben Békesi László pénzügyminiszter javaslatára a Széchenyi lánchíd az Alagúttal együtt a privatizációs törvény végrehajtása során, a Fővárosi Önkormányzat tulajdonává vált. Az állam és az önkormányzat egyezkedése után csak 1996-ban kerülhettek az eredeti formának megfelelő címerek a híd és az Alagút kapuzataira.
A híd világítására szolgáló kandelábereket, a pilléreknél a parapetfal sarkán, másutt a merevítőtartón, valamint a láncon helyezték el. Világítótestek találhatóak a pillérek kapuzatainak belsejében középen, és a híd tengelyében. Kétféle díszkivilágítást szereltek fel: LED dertők és falsúrolók világítják meg a kőpillérek alját, tetejét és oldalait, valamint a felső láncokon és a járdák peremén LED pixelekből álló fényfüzér fut végig a hídon az acélszerkezet alakját kiemelve. A járdák öntöttvaskorlátja andráskeresztes kialakítású, középen rozettával, ami az 1914–15. évi átépítés alkalmával leszerelt fakorlátra emlékeztet.
| Láncok támaszközei               |                  | 88,7 + 202,6 + 88,7 m                        |
| Hídhossz                         |                  | 380 m                                        |
| Hídszélesség                     |                  | 14,5 m                                       |
| Kocsipálya szélessége            |                  | 6,4 m (eredetileg 5,4 m), 2 × 1 forgalmi sáv |
| Gyalogjárdák szélessége          |                  | 2,2-2,2 m (eredetileg 1,8-1,8 m)             |
| A beépített vas/acélanyag tömege | eredeti híd:     | 2146 t                                       |
|                                  | átépített híd:   | 5194 t                                       |
|                                  | újjáépített híd: | 5000 t                                       |
| A szerkezet építésének évei      | eredeti híd:     | 1839–1849                                    |
|                                  | átépítés:        | 1913–1915                                    |
|                                  | újjáépítés:      | 1947–1949                                    |
| Forgalomba helyezés napja        | eredeti híd:     | 1849. november 20.                           |
|                                  | átépített híd:   | 1915. november 27.                           |
|                                  | újjáépített híd: | 1949. november 20.                           |

Az 1913-ban elbontott vasszerkezet egyik láncnyergét, egy horgonysarupárt, két lánclemezt, az egyik eredeti „Dernő” feliratú öntöttvas kereszttartót, a merevítő fatartóból és öntöttvas keretekbe foglalt fa andráskeresztekből álló korlát részleteit a budapesti Közlekedési Múzeum hídkertje őrzi. Egy hasonló öntöttvas kereszttartót lehet látni a régi Lánchídból a krasznahorkai vár múzeumában. A korlát egy részletét az összefogó vasöntvényekkel a budapesti Öntödei Múzeum kiállítótermében lehet megtekinteni. Az 1839–49. és az 1913–14. években épített vasszerkezetből a Budapesti Műszaki és Gazdaságtudományi Egyetem Hidak és Szerkezetek Tanszéke őriz néhány lánclemezt.

## A Lánchíd díszvilágítása napjainkban
A Lánchídon 268 db GRIVEN RGBW LED derítő és falsúroló fényvető (hídfők és pilonok kiemelése), 6 db MEYER melegfehér LED derítő (pesti oldal bástyák, zászlóvilágítás), valamint 1186 db GRIVEN RGBW LED pixel (lánc világítás) került telepítésre 2023-ban. A lámpatestek vezérlése DMX512 és RDM protokollon történik, egy Pharos Controls gyártmányú vezérlőrendszer segítségével. Az összes fényvető különböző címen elérhető az egyes vezérlő buszokon, így – igény esetén – akár külön-külön, egyesével is állítható az összes lámpatesten a szín és a fényerősség, lehetőséget biztosítva arra, hogy a híd teljes hosszában futófény effektek is futtathatók legyenek.

## A Lánchíd a kultúrában
A Lánchíd fennállása során Budapest egyik legmeghatározóbb jelképévé vált, fotója a Budapestről vagy Magyarországról szóló turisztikai bemutató anyagok szinte nélkülözhetetlen eleme. A Lánchidat több magyar pénzen is ábrázolták, legutóbb a 2009-ben megjelent 200 forintos érmén. Megépülése óta számos vers, zenemű és film készült róla. Az egyik legismertebb a születését is feldolgozó „A Hídember” című történelmi film, a valaha készült legnagyobb költségvetésű magyar filmek egyike. 2007-ben nevezték el róla a – saját értékvállalása szerint – polgári-konzervatív Lánchíd Rádiót.